# Catalogue des œuvres de Hyacinthe Rigaud

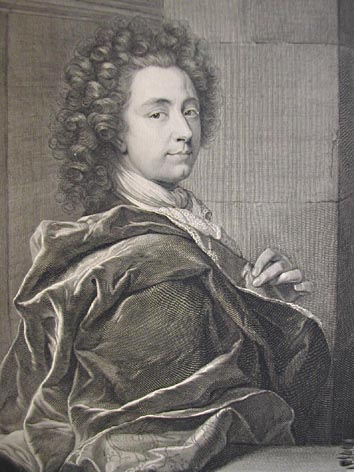
Autoportrait d'Hyacinthe Rigaud dit « au manteau rouge » (1692), gravure de Pierre Drevet.

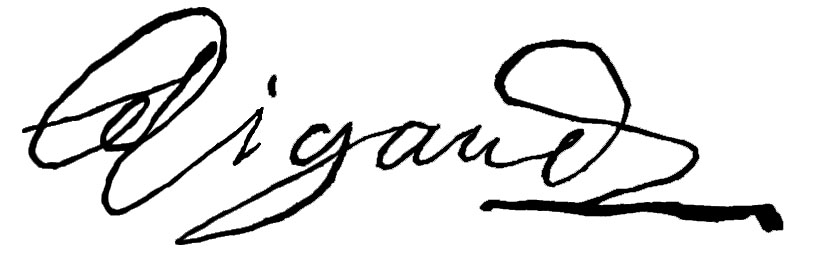
Signature autographe d'Hyacinthe Rigaud d'après l'un de ses testaments.

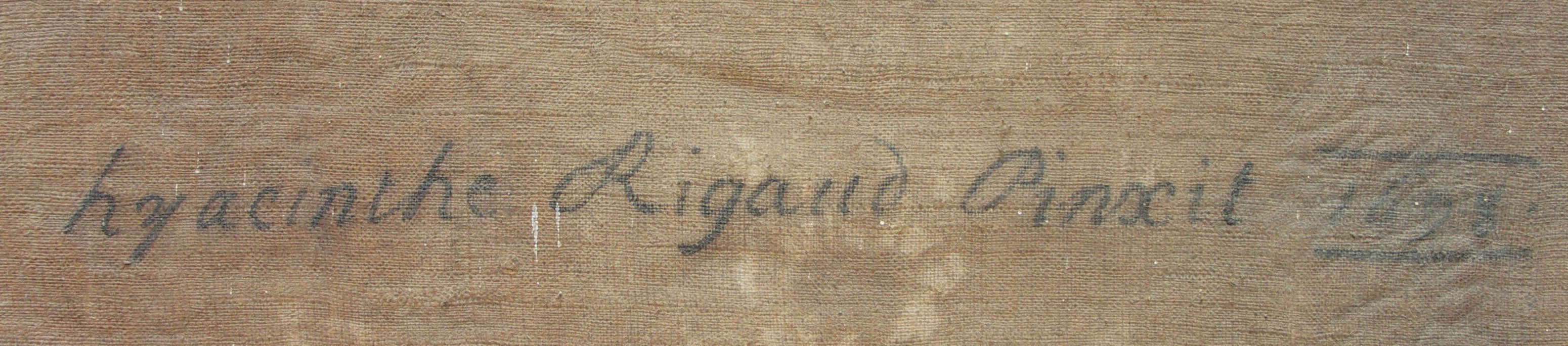
Signature de l'atelier d'Hyacinthe Rigaud (non autographe) et valant pour identification de l'auteur.

Le Catalogue des œuvres d'Hyacinthe Rigaud est la liste des tableaux actuellement connus du portraitiste Hyacinthe Rigaud (1659-1743), qui a acquis sa principale notoriété grâce à son portrait de Louis XIV en grand costume royal, peint en 1701.

## Présentation
Cette liste a été établie grâce à plusieurs sources primaires telles le Livre de raison de l'artiste publié en 1919 par Joseph Roman, lui-même établi d'après les manuscrits originaux des comptes de l'artiste. Les œuvres sont classées par genre puis par année de production, lorsque celle-ci est connue, d'après ces livres de comptes publiés en 1919. Il s'agit de la seule liste publiée officiellement à ce jour, laquelle reprend celle d'Eudel, faite neuf ans plus tôt. Pour des raisons de lisibilité, il a été mis en gras, les œuvres identifiées avec certitude. Les autres sont ceux soumis à caution dont aucune source directe n'atteste l'identification certaine. Leur intitulé est reporté à l'identique des corrections faites par le transcripteur le plus récent des livres de comptes.
Deux versions manuscrites des livres de comptes du peintre Hyacinthe Rigaud sont conservées à Paris, l'une à la bibliothèque de l'École nationale supérieure des beaux-arts et l'autre à la bibliothèque de l'Institut de France.
Le manuscrit de l’Institut est composé de deux volumes ayant appartenu à Antoine Moriau, avocat, procureur du roi et de la ville de Paris, célèbre bibliophile et porte d’ailleurs sa marque : « Ex bibliotheca Antonii Moriau procuratoris et advocati regis et urbis ». Ces volumes passèrent ensuite à la bibliothèque de la ville de Paris puis, au début du Second Empire, furent légués à celle de l’Institut (nos 624 et 625). Le premier propose, année par année, la liste des portraits originaux peints entre 1681 et 1743 ainsi que les copies réalisées. Les annotations rajoutées d’une autre main que l’on y trouve çà et là et qui deviennent presque exclusifs à partir de 1736 sont sans doute de la main d’Hendrick van Hulst (1685-1754), ami et biographe de Rigaud, historien de l’Académie, sans doute le premier possesseur des volumes à la mort de l’artiste. Quant au second, il porte le titre de Mémoire de l’argent que j’ai donné des copies que j’ay fait faire entre 1694 et 1726.
Le manuscrit de l’École nationale supérieure des beaux-arts, quant à lui, semble être de la main même de Hulst. Incomplet (il ne couvre que les années 1681 à 1698), il est d’une écriture très soignée et contient un certain nombre de précisions que l'on peut recouper avec les précédents manuscrits. C'est ainsi qu'a procédé le premier Joseph Roman, en 1919, suivi par le professeur George Ven Derveer Gallenkamp pour sa thèse soutenue à l'Harvard University en 1956. Ariane James-Sarazin a également soutenu en 2003 une thèse de doctorat en histoire de l'art sur le peintre.

## Portraits

### Années 1680

#### 1681
- Monsieur de Vaux[7]
- Monsieur Lot[7]
- Monsieur Capus[7]
- Monsieur Charpentier[7]
- Monsieur Espierre[7]
- Monsieur Paillot[7]

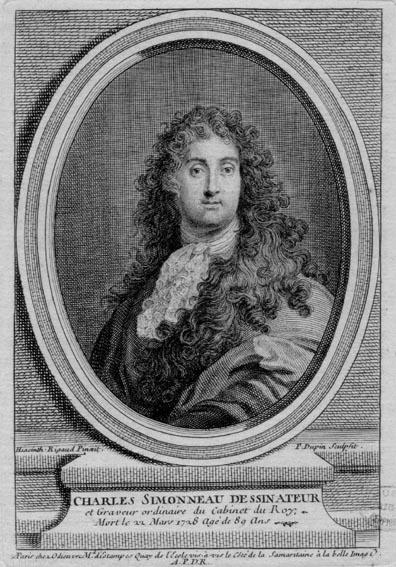
Charles Simonneau.

- Madeleine Guyot, épouse de Gilbert Dupin de La Noue[7]
- Monsieur Charpentier[7]
- Catherine d’Aubarède, comtesse de Montcault[7]
- Bernard Grenu, abbé[8]
- Monsieur Genesay[8]
- Monsieur Gaillard de Charentonneau[8]
- Monsieur Simon[8]
- Charles Simonneau, graveur[8]
- Henri-Louis Le Maître de Bellejame, conseiller au parlement de Paris[8]
- Monsieur Le Marié[8]
- Monsieur de la Morte[8]

#### 1682
- Madame Boisseau[10]
- Philippe-Emmanuel Coulanges[10]

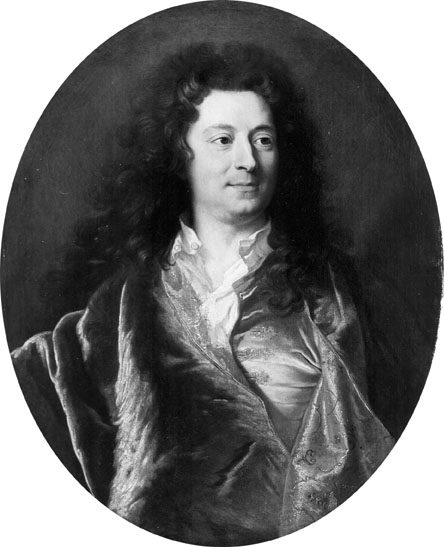
Charles de La Fosse, localisation inconnue,.

- Pierre-Daniel Huet, évêque d'Avranches[10]
- Monsieur Tigot[10]
- Monsieur de La Montre[10]
- Michel de l’Abbaye, procureur au bailliage de Chartres[10]
- Monsieur Hugues[10]
- Charles de La Fosse, peintre[10]
- Monsieur l'abbé Joly[10]
- Étienne Février du Fresne, conseiller du roi[10]
- Geneviève Le Boullanger, sa femme[10]
- Antoine de Benoist, baron de Saint-Port[10]
- Édouard-Jean Molé, seigneur de Lassy et de Champlatreux[10]
- Louise Molé, née Bétauld de Chemault[11]
- Monsieur Boulot[11]

#### 1683
- Monsieur Materon, joaillier[12],[N 2].

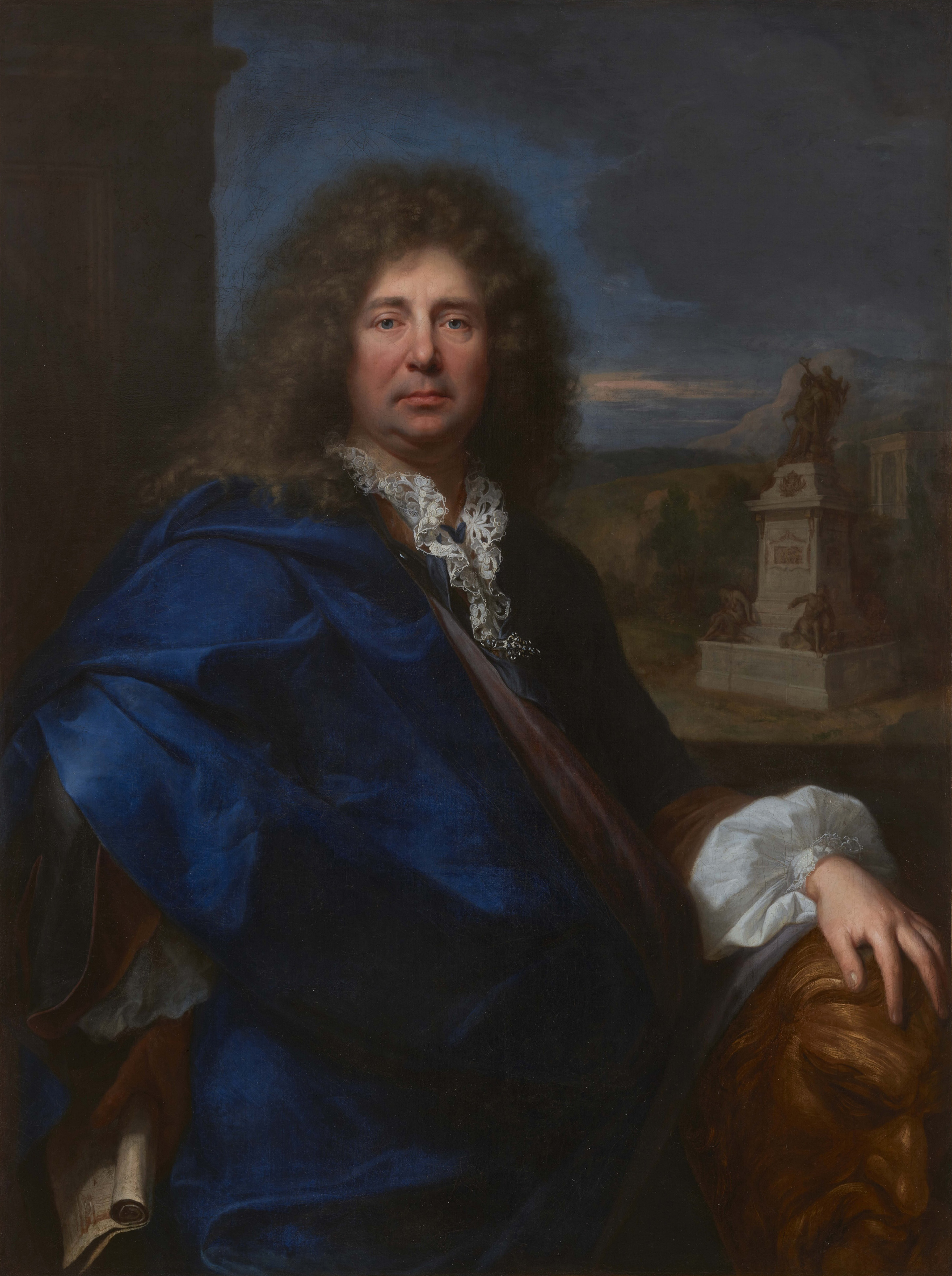
Martin Desjardins (1683), château de Versailles.

- Esprit de Jousseaume, marquis de la Bretêche[13]
- Martin Desjardins, sculpteur[13]
- L'abbé Fayolle de La Ferrière[13],[N 3].
- Alexis-Henri de Châtillon, marquis de Châtillon[13]
- Monsieur Le Febvre[13]
- Louis Molé, seigneur de Lassy et de Champlâtreux[13]
- François de Simiane de La Coste, président au parlement de Grenoble[13]
- Marie-Anne de Pourroy, sa femme[13]
- Claude Rasle, seigneur de la Périsse, sous-fermier[13]
- Mademoiselle de Bourlemont[13]
- Louis I de Crussol, marquis de Florensac[14]
- M.… [chef de la poste d’] Angleterre[14]
- Monsieur Roussel[14]
- François Regnault, marchand de soie[14]
- Étienne IV, marquis d’Aligre, conseiller d’honneur au parlement de Paris[14]

#### 1684
- Monsieur de La Loire[15]
- Madame de La Loire[15]

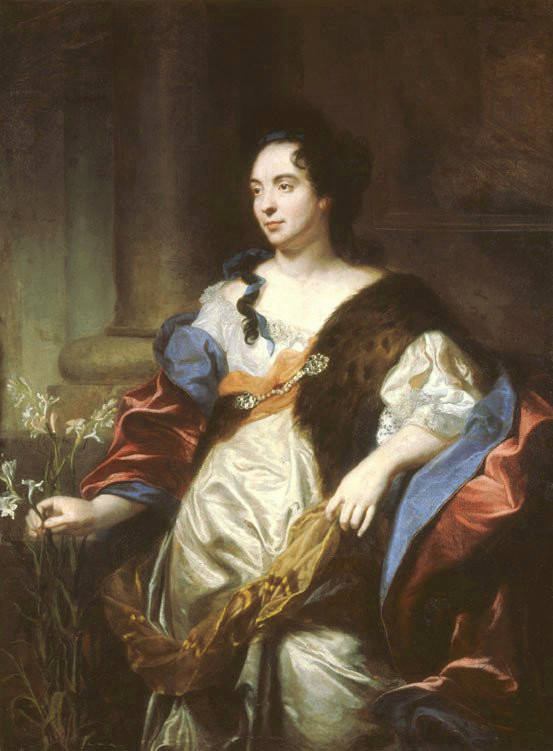
Marie Cadenne (1684), musée des beaux-arts de Caen.

- Monsieur Rasle le fils et [Madame sa] tante [15]
- Monsieur Delpech[15]
- Monsieur Courjades[15]
- Monsieur Girardeau[15]
- Marie Cadenne, femme du sculpteur Desjardins[15]
- Paul-Maurice Haranger, chanoine à Saint-Germain-l'Auxerrois[15]
- Monsieur David[15]
- Nicolas Chevalier, maître des requêtes[15]
- Monsieur le Tellier[15]
- Madame le Tellier, sa femme[15]
- Madame la Jary[15]
- Monsieur Grillon[16]
- Michel Lequien, de l’ordre de Saint-Dominique[16]
- Monsieur Mestiez[16]

#### 1685

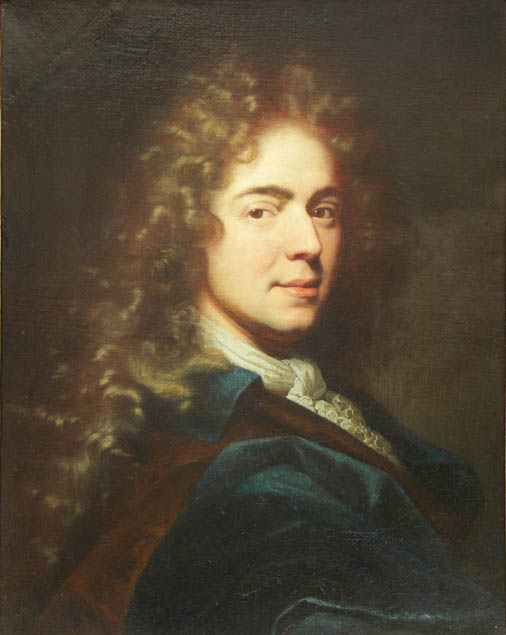
Monsieur Sarrazin (1685), localisation inconnue.

- Vincent Sarrazin, membre du Conseil communal de Lyon[N 4],[17]
- François Merisier, maître d’hôtel du maréchal d’Estrées[17]
- Louis-Maurice des Vieux, greffier du conseil privé[17]
- Louis de Voyer d'Argenson, doyen de Saint Germain[17]
- Charles-Louis Félix de Tassy, premier chirurgien du Roy[17]
- Michel Rollet, trésorier de France[17]
- Monsieur Delayatte[17]
- Jules Hardouin-Mansart, architecte du roi[17]
- Monsieur Le Peignier[17]
- Jean-Antoine Ranchin, conseiller du Roy[17]
- Antoine d'Aquin, premier médecin du Roy[18]
- Pierre de Calvo, abbé de Notre-Dame d’Eu[18]
- Pierre-Vincent Bertin, trésorier général des parties casuelles[18]
- Monsieur de Buchère[18]
- Hans Johann-Balthazar Keller vom Steinbock, fondeur[18]
- Hyacinthe Serroni, archevêque d’Albi[18]
- Marie-Catherine Doujat, marquise de Noisy[18],[19]

#### 1686
- Madame la Marquise de Noquiey[20]

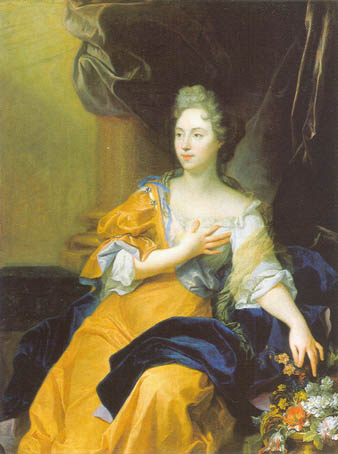
Suzanne de Boubers de Bernâtre (1686), Kunsthaus de Zurich.

- René-François Mallet de La Brunière, caissier de la caisse des emprunts[20]
- Marguerite de La May de Valombre, épouse du précédent[20]
- Monsieur de Vinnevolle[20]
- Suzanne de Boubers de Bernâtre, épouse du fondeur Hans Johann-Balthazar Keller vom Steinbock[20]
- Madame Merizier [20]
- Charles-René d’Hozier, généalogiste du roi[20]
- Jean Rosselet, garde des sceaux au présidial de Saintes[20]
- Monsieur de Venugle[20]
- Antoine Domergue, contrôleur général provincial en la généralité de Lyon[20]
- Monsieur l’abbé Tithier[20]
- Madame Touis[20]
- Denis Dussault, envoyé extraordinaire et plénipotentiaire auprès des puissances barbaresques[20],[21].
- Marie Bazannier, épouse de Pierre Delpech[20]
- M. Chambélain [de Chamblain][20]
- Marie Bullet de Chamblain, son épouse[20]
- Joachim Seiglières, seigneur de Boisfranc, surintendant des finances de Monsieur[22]
- Monsieur Rogé[22]
- Ramon de Trobat y Vinyes, intendant de Perpignan[22]
- Monsieur Chataignier[22]

#### 1687

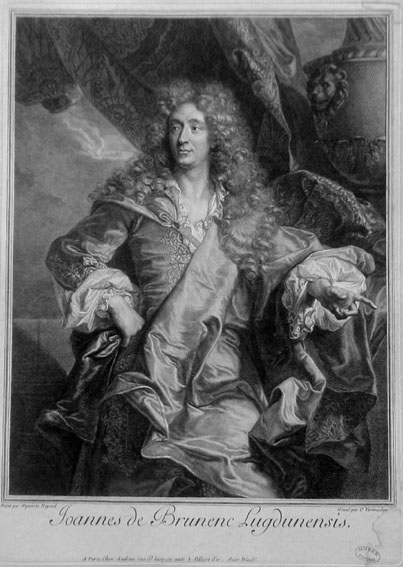
Jean de Brunenc, gravure, Perpignan, musée Hyacinthe-Rigaud.

- Adrien-Joseph Hénin, conseiller au parlement de Paris et son fils Eustache Hénin[23]
- Augustin Le Haguais, seigneur de Montgivrault et de Courcelles, brigadier des armées du roi[23]
- Jean Guillemain de Courchamps, fermier général[23]
- Monsieur de Rochefort[23]
- Jean de Brunenc, marchand de soie[23]
- Monsieur Poisson[23]
- Antoine Védel, conseiller au conseil souverain de Roussillon[23]
- Nicolas-Louis Le Bailleul, président à mortier au Parlement de Paris[23]
- Pierre-Philippe Lévesque, seigneur de Gravelle, maître des comptes[23]
- Monsieur de Saint Maurice[23]

#### 1688

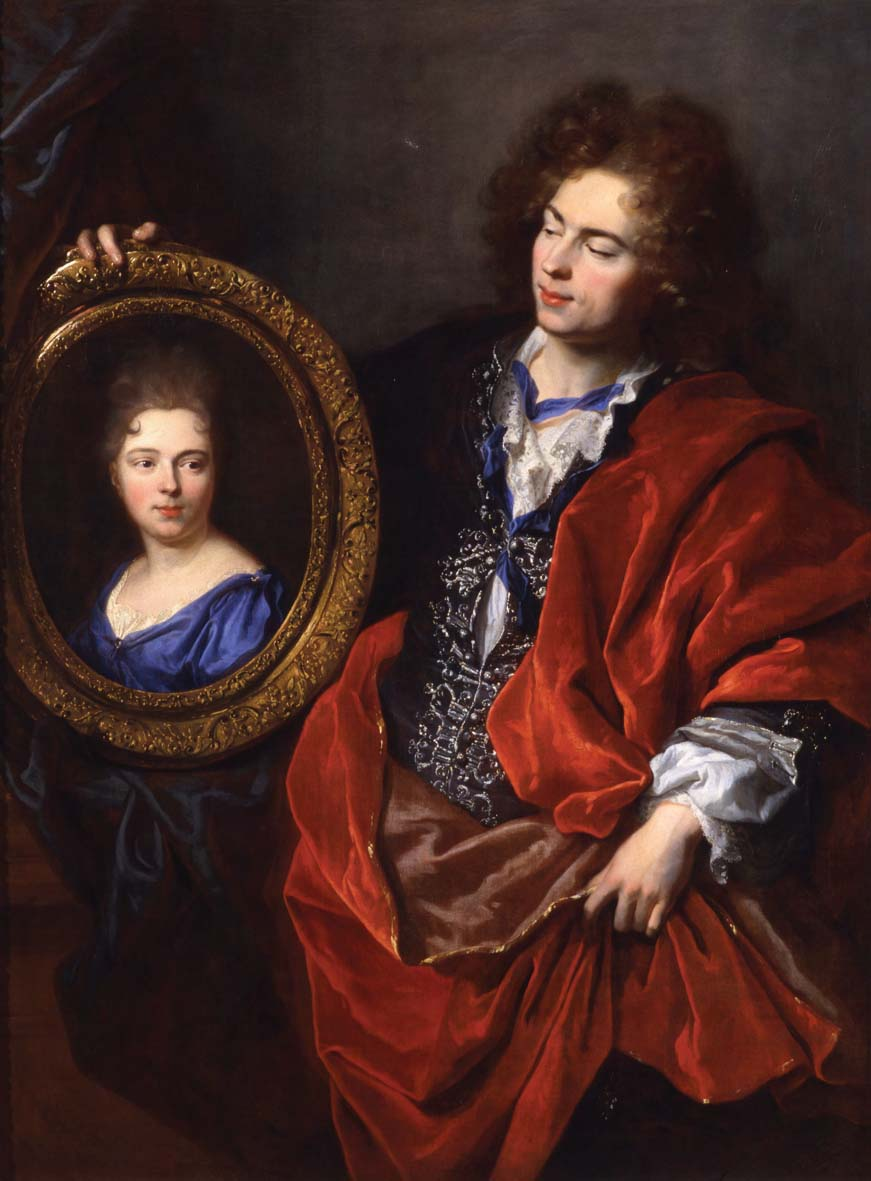
Jean-Baptiste de Montginot (1688), localisation inconnue.

- « Monsieur », frère de Louis XIV, roi de France[24]
- Everhard Jabach, banquier[25], Paris, musée du Louvre
- Maximilien Titon[25]
- Jean-Baptiste de Monginot[25]
- François Lefèvre, grand audiencier[25]
- Pierre Tissart, marchand[25]
- Isaac Thuret, horloger du roi[25]
- Monsieur Lefebvre[25]
- Monsieur Ducerceau[25]
- François de Monestay, marquis de Chazeron[25]
- Nicolas Gruel, marquis de La Frette[25]
- Madame Courtet[24]
- Roch Quinson, marchand[24]
- Monsieur Rodille[24]
- Madame de Lajatte[24]
- Monsieur Letellier[24]
- Jean Robinet de Villiers, capitaine au régiment de Navarre[24]
- Anne Boucot, épouse du modèle précédent[24]
- Pierre Thomé de Lesse, seigneur de Montmagny[24]
- Françoise Paradis, épouse du modèle précédent[24]
- Scipion-Sidoine Apollinaire Gaspard, vicomte de Polignac[24]
- Pierre Perrichon, futur échevin de Lyon[24]
- Madame Perichon, épouse du modèle précédent[24]
- Frédéric Léonard, premier imprimeur du Roi[24]

#### 1689

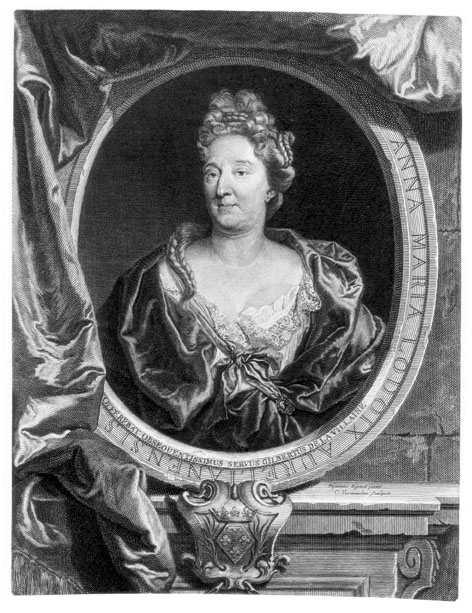
La Duchesse de Montpensier, gravure d’après Hyacinthe Rigaud.

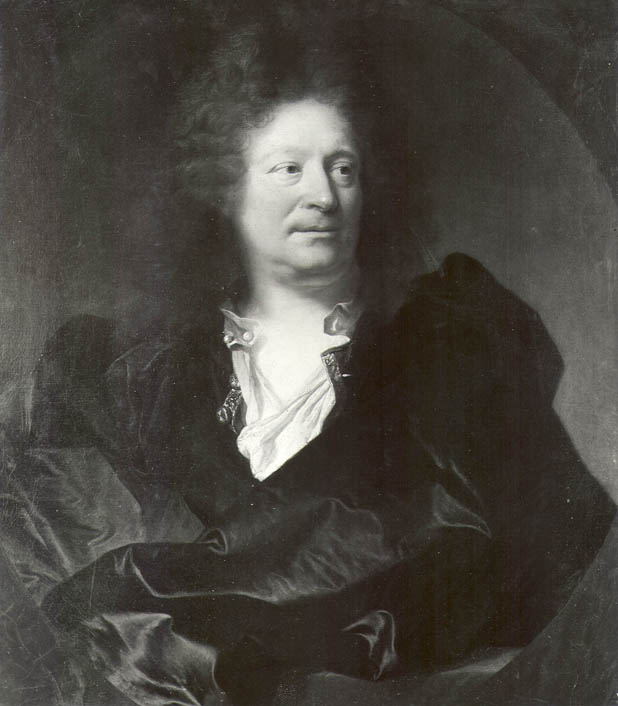
François Girardon, sculpteur, Milan, Museo d'arte antica.

- La Grande Mademoiselle, duchesse de Montpensier[26]
- Philippe II d'orléans, Régent de France[27]
- Madame la présidente d’Ons-en-Bray (d’Osambré)[27]
- Jean-Pierre d’Aigrefeuille, conseiller à la chambre des comptes de Montpellier[28],[27].
- Bertrand Piraube, arquebusier[27]
- Madame Piraube, épouse du modèle précédent[27]
- Antoine Gaillard, conseiller au Châtelet[27]
- Charles Martel, comte de Clères[27]
- Gaspard d’Estaing, marquis de Saillans et du Terrail[27]
- Monsieur d’Herval[27]
- Madame l’Hermite[27]
- François Mérisier, maître d’hôtel du maréchal d’Estrées[27]
- Marie Le Camus, comtesse de Mannevilette[27],[N 5].
- Étienne-Nicolas Bourret, intendant de la principauté de Neufchâtel[29]
- Marie-Anne Chopin de Montigny, épouse du modèle précédent[29]
- Louis Leblanc du Roullet, maître des requêtes[29]
- Louis-Charles, prince de Courtenay[29]
- Marie-Hélène de Besançon du Plessis, princesse de Courtenay[29]
- Monsieur d’André [29]
- Madame d'André, sa femme[29]
- Pierre de Chesne, médecin[29]
- Joseph-Mirza Akakia, marquis de Saint-Ouen[29]
- Jules Boyer, seigneur de Bandol et de Château Arnoux[29]
- Monsieur Guillegot[29]
- Louis Boisseau, notaire au Châtelet[29]
- Marguerite de Calan, épouse du modèle précédent[29]
- Nicolas de Bauquemare, président aux requêtes du palais[29]
- Monsieur du Metz, fils[29]
- François Girardon, sculpteur[N 6]

### Années 1690

#### 1690
- Jean de La Fontaine, poète[30]

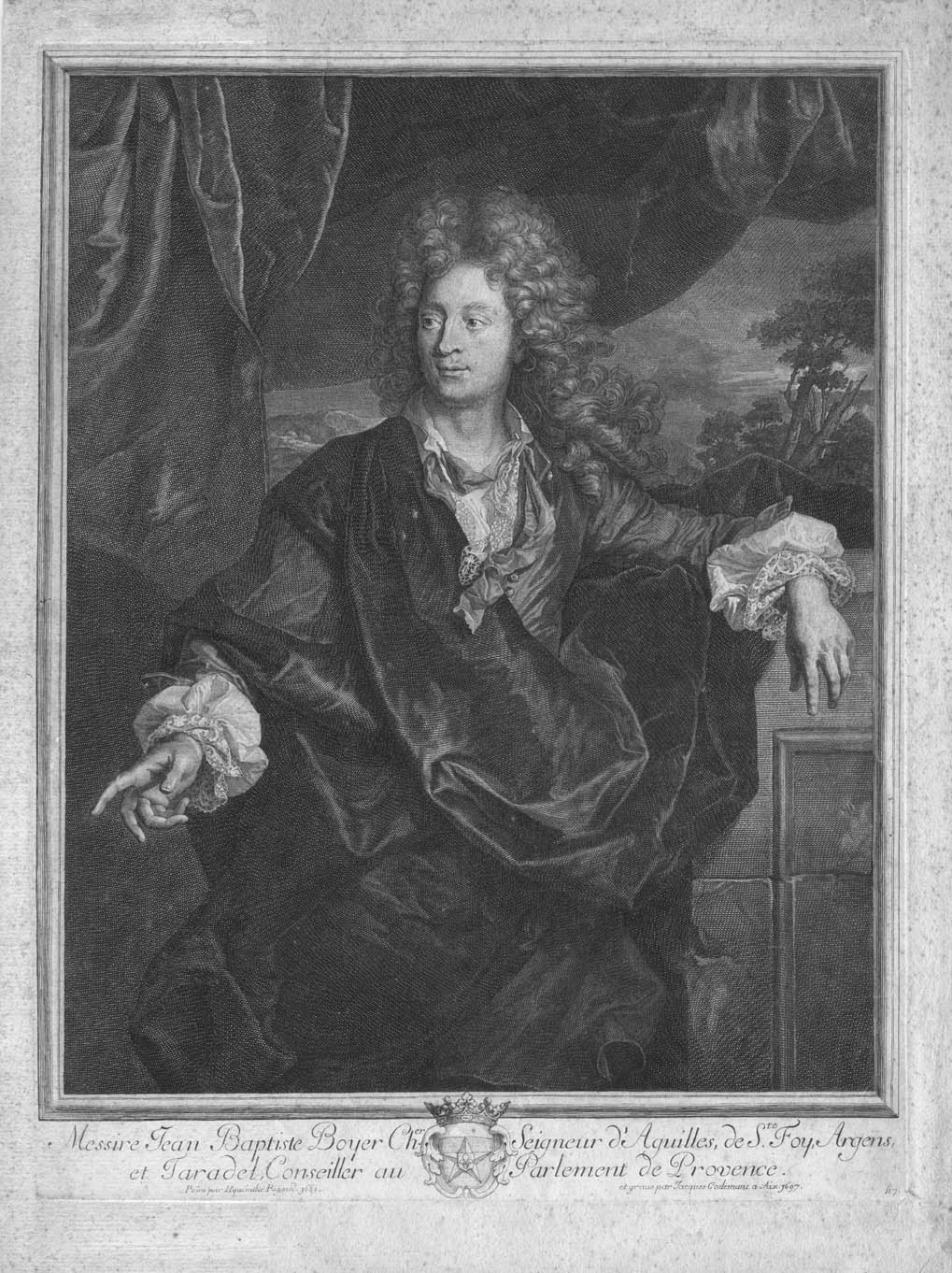
Jean-Baptiste Boyer d’Éguilles, gravure d'après Rigaud.

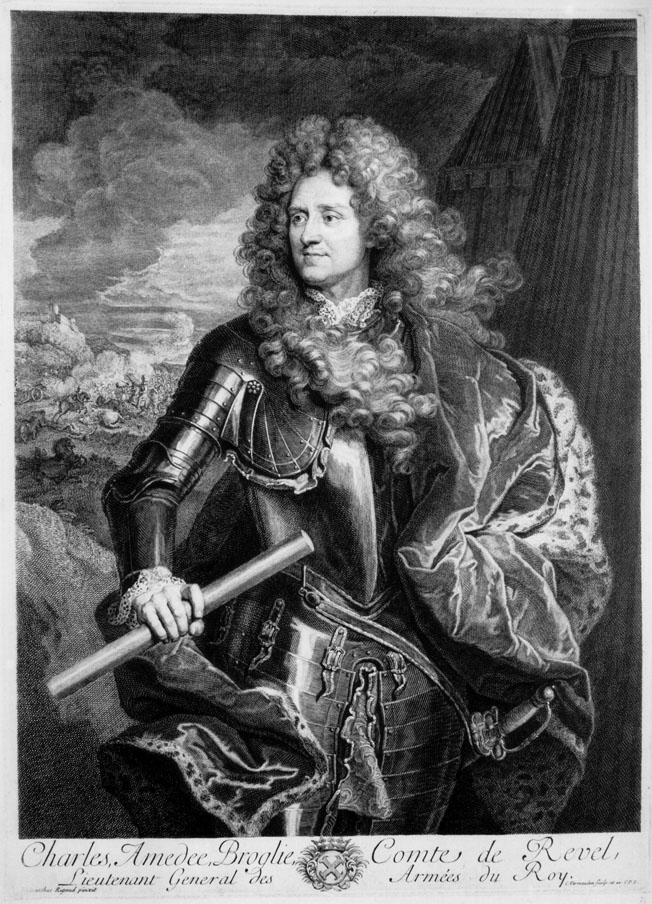
Charles-Amédée de Broglie, comte de Revel, gravure d'après Rigaud.

- Marie-Catherine d’Aguesseau, comtesse de Saulx-Tavannes[30]
- Monsieur Polle[30]
- Wolfgang II Greder, gouverneur du Neuenburg-Valangin[30]
- L'abbé Jean-Baptiste de La Salle[30],[N 7]
- Nicolas II de Fresnoy, cornette de Chevau-Légers Dauphin[30]
- Marie de Ligny, comtesse de Fürstemberg[30]
- René-Armand Motier, marquis de La Fayette[31]
- François-Catherine de Neuville, chevalier de Villeroy et son de frère François-Paul de Neuville, abbé de Fécamp[31]
- Victor-Marie, comte de Nanteuil et d’Estrées[31]
- Louise-Philiberte de Savoie-Soissons, princesse de Carignan[31]
- Charles-Amédée de Broglie, comte de Revel[31]
- Philippe de Savoie-Soissons, prince de Savoie[31]
- Jean-Antoine III de Mesmes, président à mortier au parlement de Paris[31]
- Mademoiselle de Saint Quentin[31]
- Armand-Jean de Vignerod, duc de Richelieu[31]
- Louis-Alexandre de Bourbon, comte de Toulouse, grand amiral de France[31]
- Louis III, sixième duc de Bourbon[32]
- Philippe de Bourbon, Grand Prieur de l’ordre de France[32]
- Henri III Charles de Beaumanoir, marquis de lavardin[32]
- Louise-Anne de Noailles, marquise de lavardin[32]
- Marie-Thérèse Colbert, comtesse de Médavy[32]
- Madame la comtesse de Clermont[32]
- Maximilien-Pierre-François-Nicolas de Béthune, prince d’Henrichemont[32]
- Gilbert de Choiseul Du Plessis-Praslin, évêque de Tournai[32]
- Jean-Jules-Armand Colbert, marquis de Blainville[32]
- Louis-Maurice des Vieux, greffier du conseil privé[32]
- Louis-Joseph Adhémar de Monteil de Grignan, évêque de Carcassonne[32]
- Pierre Gigot, maître à la Chambre des comptes de Paris[32]
- Valentin-Esprit Fléchier, évêque de Nîmes[32]
- Philippe Le Febvre, trésorier de la maison du roi[33]
- Pierre-Frédéric Léonard, imprimeur[33]
- Jean-Baptiste de Valernod, président de la sénéchaussée de Valence[33]
- Monsieur Malet[33]
- Jean-Baptiste René de Grouchy, avocat au parlement[33]
- Frédéric Masson, contrôleur général des rentes de la ville de Paris[33]
- Jean-Baptiste Primi-Visconti, sieur de Saint-Mayol[33]
- Jean-Baptiste Boyer d’Éguilles, conseiller au parlement de Provence[33]

#### 1691

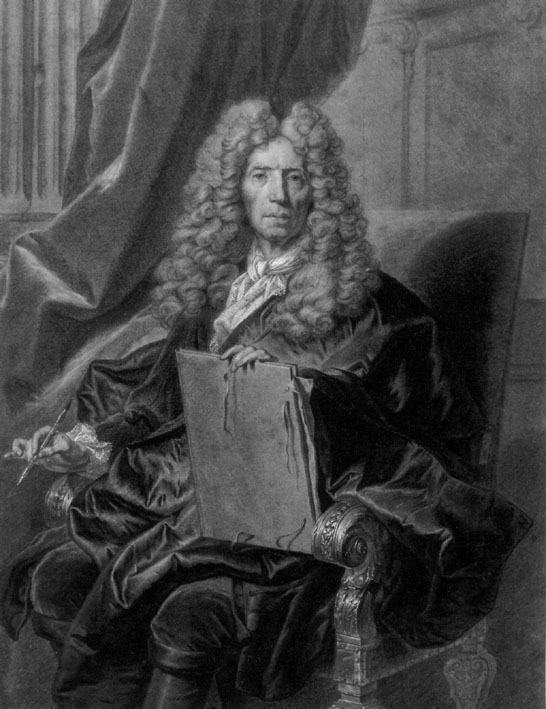
Pierre Mignard, dessin, localisation inconnue.

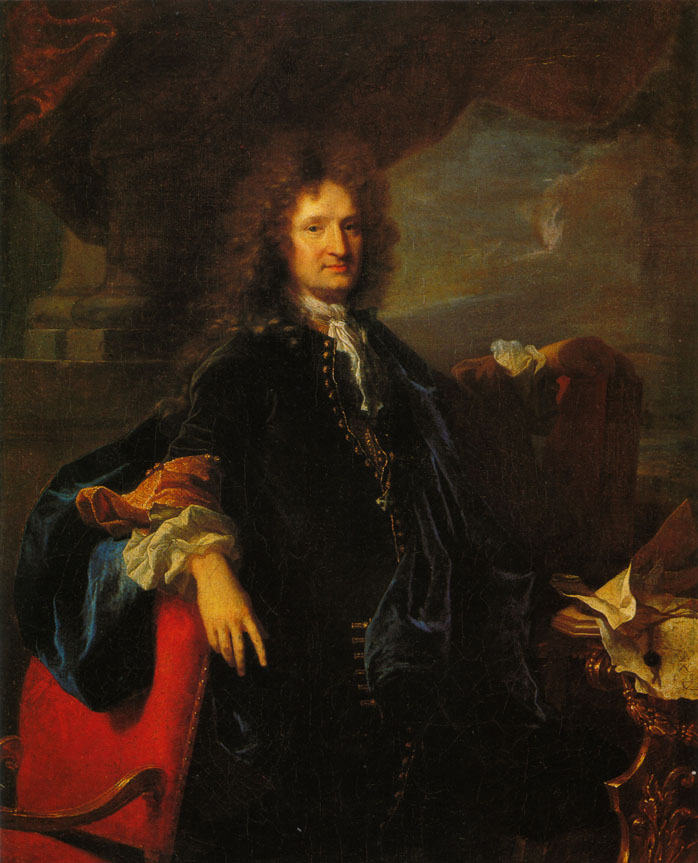
Charles-René d'Hozier (1691), localisation inconnue.

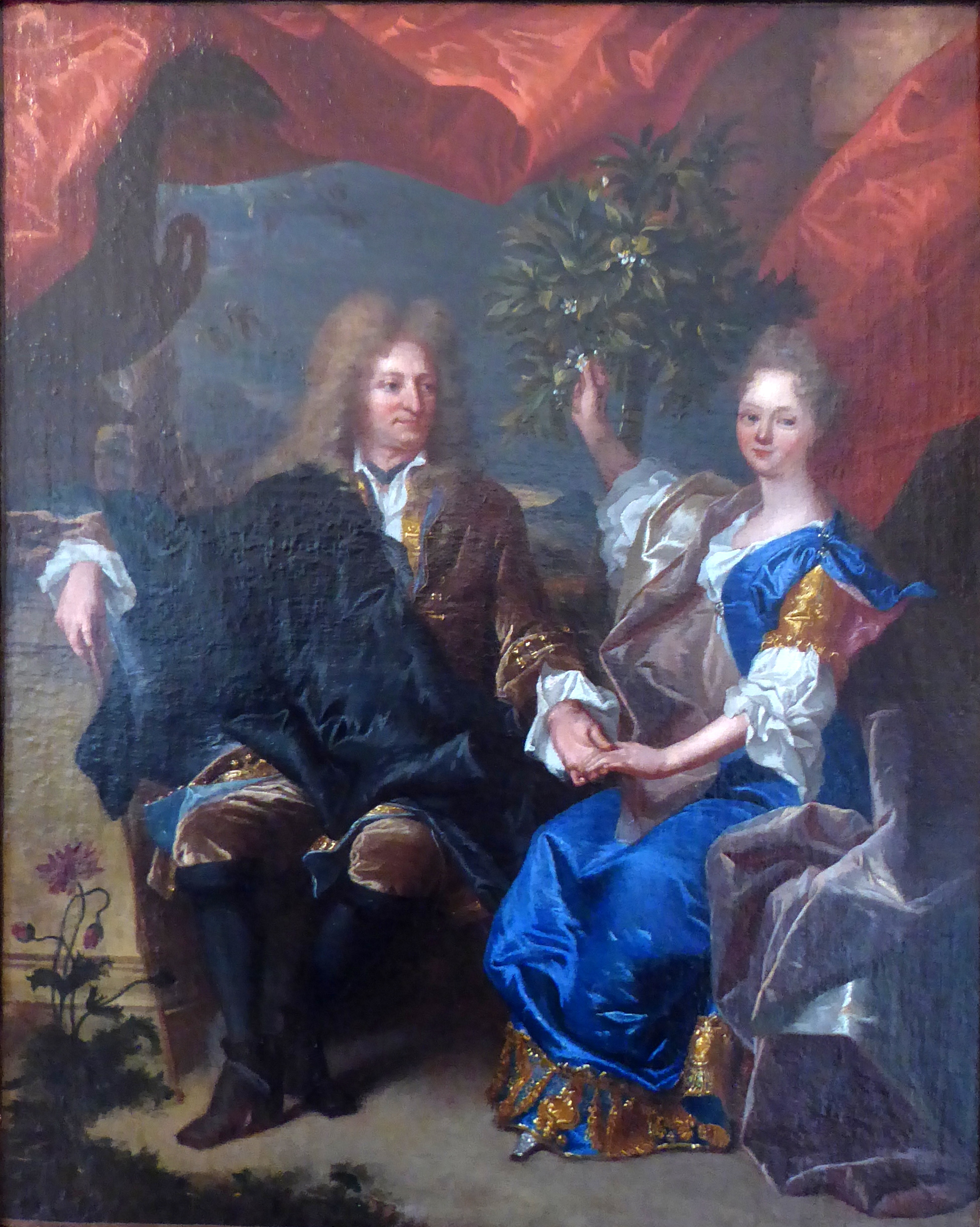
Le comte Jan Andrzej Morsztyn et sa fille (1691-1692), musée des Beaux-Arts de Chartres.

- Pierre Mignard, premier peintre du roi[34]
- Jean-Baptiste François de Noailles[34]
- Louis d’Aubusson, duc de La Feuillade[34]
- Franz Lorenz von Greder, lieutenant général[34]
- Hans-Ludwig von Greder, colonel[34]
- Monsieur le président Daidé[34]
- François de Neuville, marquis d’Allincourt[34]
- Marie-Thérèse de Bourbon-Condé, princesse de Conti[34]
- Chrétienne Le Court, épouse de Louis Le Tonnelier de Breteuil[34]
- Bernardine-Thérèse Gigault, abbesse de Montmartre[35]
- Louise de Roux de Gonfreville, comtesse de Canisy[35]
- Monsieur Arnault[35]
- Monsieur Aladenise[35]
- Marie-Madeleine Thèrèse Coycault de Chérigny[35]
- Anne Jules de Noailles, maréchal de France[35]
- Charles Colbert de Croissy, ministre des Affaires Étrangères[35]
- Louis-Joachim de Montaigu, marquis de Bouzols[35]
- Louis-Nicolas Le Tonnelier de Breteuil, introducteur des ambassadeurs[35]
- Charles-Auguste de Matignon, comte de Gacé[35]
- Louis-Auguste Jules Potier de Gesvres, comte de Châteauvillain[35]
- Frédérick IV, roi de Danemark[35]
- Charles-Roger-Henri d’Hozier[35]
- Nicolas Desmarets, contrôleur général des finances[35]
- Étienne Omer de Saint-Denis du Tilloy, receveur général des finances à Châteaudun[36]
- David Olivier, banquier[36]
- Guillaume-Julien Le Doubre, maître de la Chambre des comptes de Paris[36]
- Mademoiselle Amé[36]
- Denis Marsollier, conseiller au grand Conseil[36]
- François Dazy, trésorier général[36]
- Monsieur Bacault[36]
- Jacques Fermé, receveur des tailles à Angoulême[36]
- Louis II Moret, sieur de Bournonville[36]
- Charles-René d'Hozier, juge d’armes[36]
- Étienne-Nicolas Bouret[36]
- Marie-Anne Chopin de Montigny, femme d'Étienne-Nicolas Bouret[36]
- Jean Germain, fermier général[36]
- Monsieur Vive[36]
- Jean-Baptiste Robert, docteur en Sorbonne, curé de Saint-André-des-Arts[36]
- Marie-Madeleine Testard-Sauvage[37]
- Henning Meyer de Meyercron[37]
- Charlotte Le Prince-Ricouart[37]
- Charles de La Fosse[37]
- Joseph Parrocel[37]
- Le comte Jan Andrzej Morsztyn et sa fille, vers 1691-1692, musée des Beaux-Arts de Chartres (don Jules Courtois 1890, inv. 5950).

#### 1692
- Monsieur Greder[39]

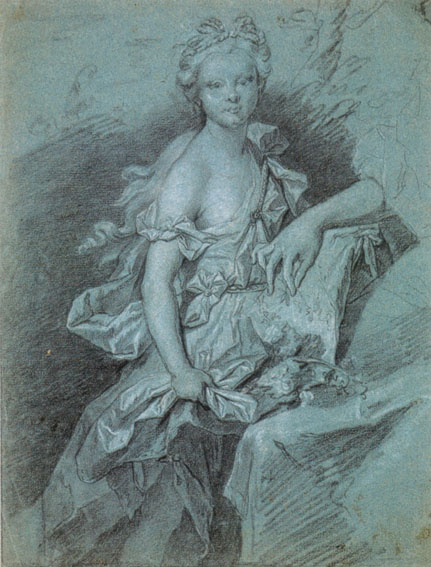
Étude pour le portrait de la marquise Madeleine Thérèse Euphrasie de Marillac, marquise d’Ecquevilly et de ses trois enfants (1692), craie noire et blanche sur papier bleu, localisation inconnue.

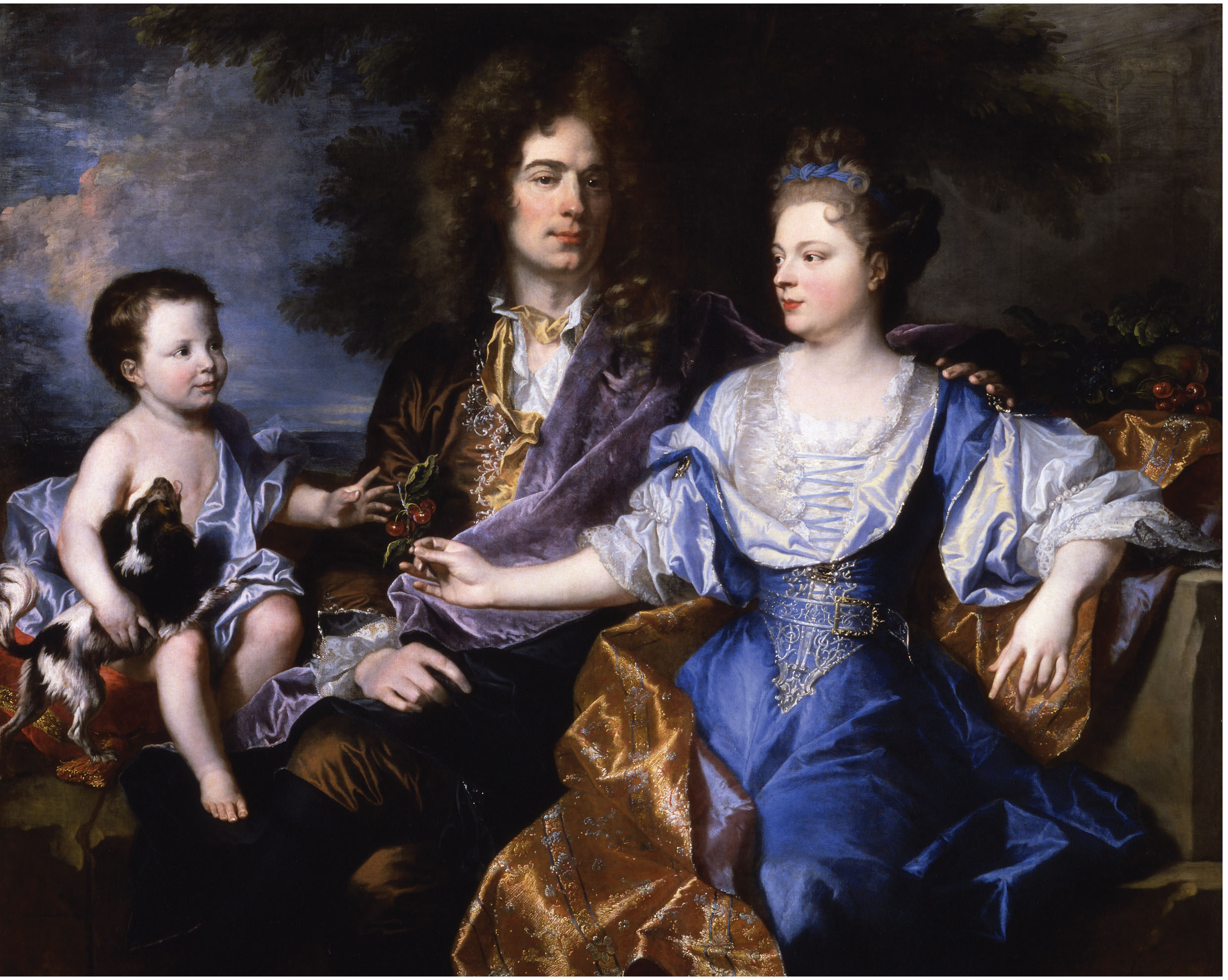
La Famille Léonard (1692), Paris, musée du Louvre.

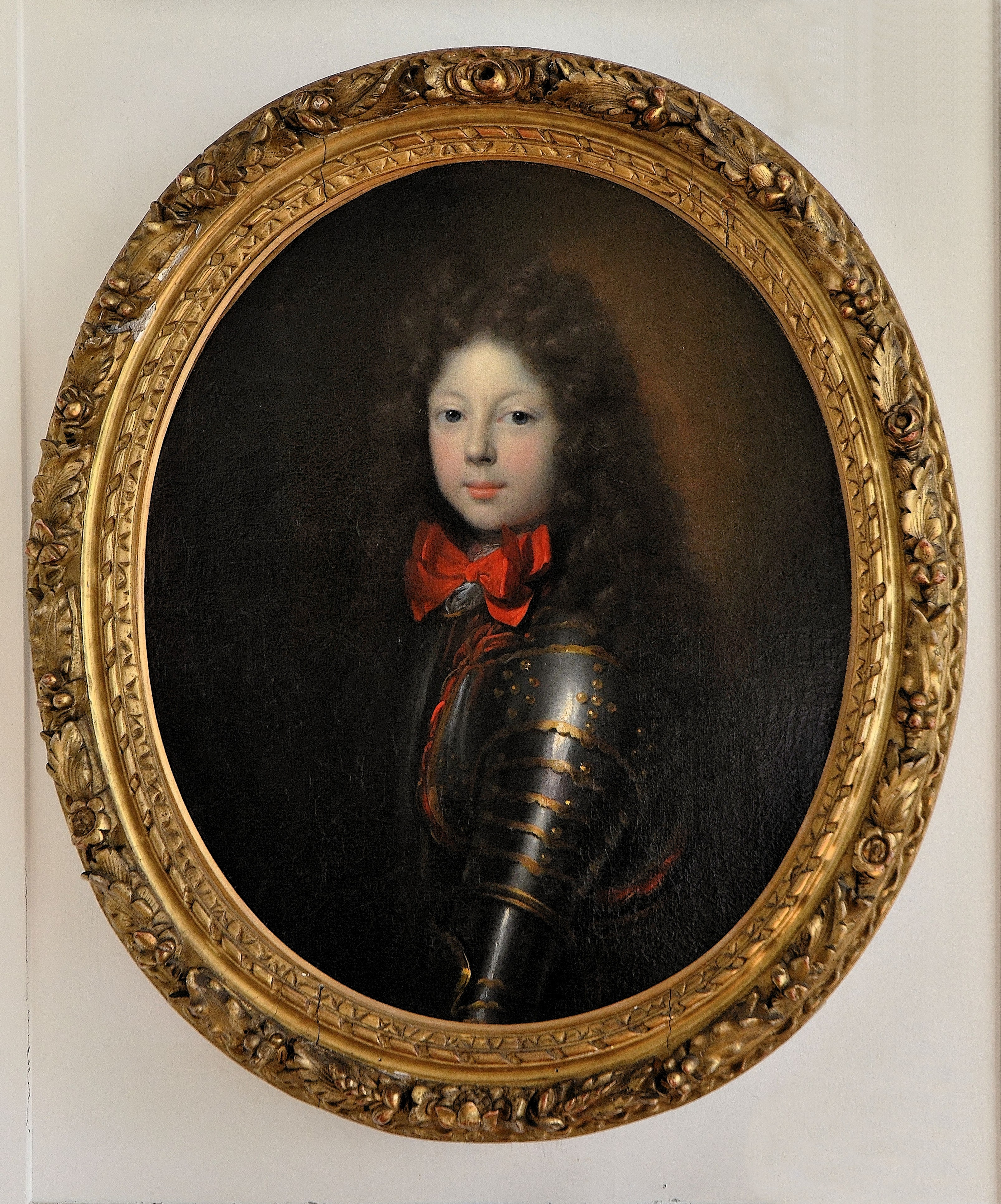
Portrait du duc de Saint-Simon (1685), musée des Beaux-Arts de Chartres.

- Marie-Françoise de Bournonville, maréchale de Noailles[39]
- Claude Robert, procureur du roi au Châtelet de Paris[39]
- Jean-Baptiste Robert, grand pénitencier de France, frère du précédent[39]
- Monsieur Bessier[39]
- François Amé, trésorier des gardes du corps[39]
- Monsieur Lamy [39]
- Pierre Doublet de Crouy, conseiller du Roi[39]
- Gaston-Jean-Baptiste de Choiseul, marquis de Praslin[39]
- Louis de Rouvroy, duc de Saint-Simon, mémoraliste[39], musée des Beaux-Arts de Chartres (inv. 5409)[N 8]
- Madame Decquevillier [d’Ecquevilly] et ses enfants[39]
- Mademoiselle Delamatte[40]
- Joseph Fleuriau d'Armenonville[40]
- Monsieur Boyer[40]
- Nicolas III Doublet, marquis de Persan[40]
- Monsieur de Turgy[40]
- Monsieur et Madame d’Esteuil[40]
- Monsieur le marquis de Vaucluse[40]
- François Carrel, conseiller au parlement de Paris[40]
- Nicolas Collin de Vermont, ordinaire de la musique du roi[40]
- Carl-Gustaf, comte de Bielke[40]
- Double portrait de Jan Andrzej de Morszstyn et de sa fille[40]
- Madeleine-Armande du Cambout de Coislin, duchesse de Sully[40]
- Monsieur de la Sourdière[41]
- Monsieur Gigot[41]
- Marie-Anne Mancini, duchesse de Bouillon[41]
- Mademoiselle de Pepin[41]
- Triple portrait de Pierre-Frédéric Léonard, imprimeur du roi, accompagné de son épouse, Marie-Anne des Essarts, et de leur fille[41]
- Jean-Rémy Hénault, fermier général[41]
- Madame de Richebourg[41]
- Jean Guillemin de Courchamp, fermier général[41]
- Oudart-Thomas de l’Isle, président au parlement de Paris[41]
- Étienne Baudouin, président à mortier au parlement de Paris[41]
- Monsieur de Saint Loüet[41]
- Pierre Savalette, notaire[41]
- Louis-Nicolas Le Tonnellier, baron de Breteuil[42]
- Martin van den Bogaert, dit Desjardins, sculpteur[42]
- Autoportrait[42]

#### 1693

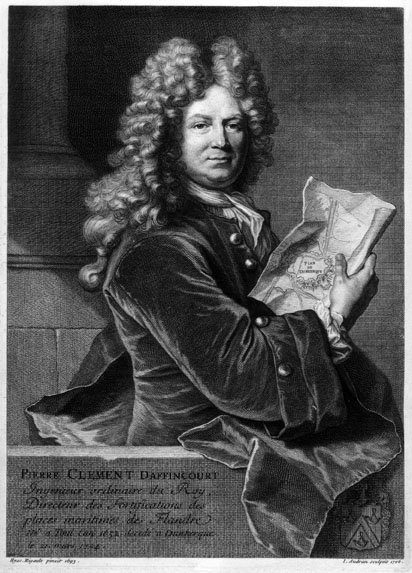
Pierre Clément d’Affincourt, gravure de Jean Audran d'après Rigaud.

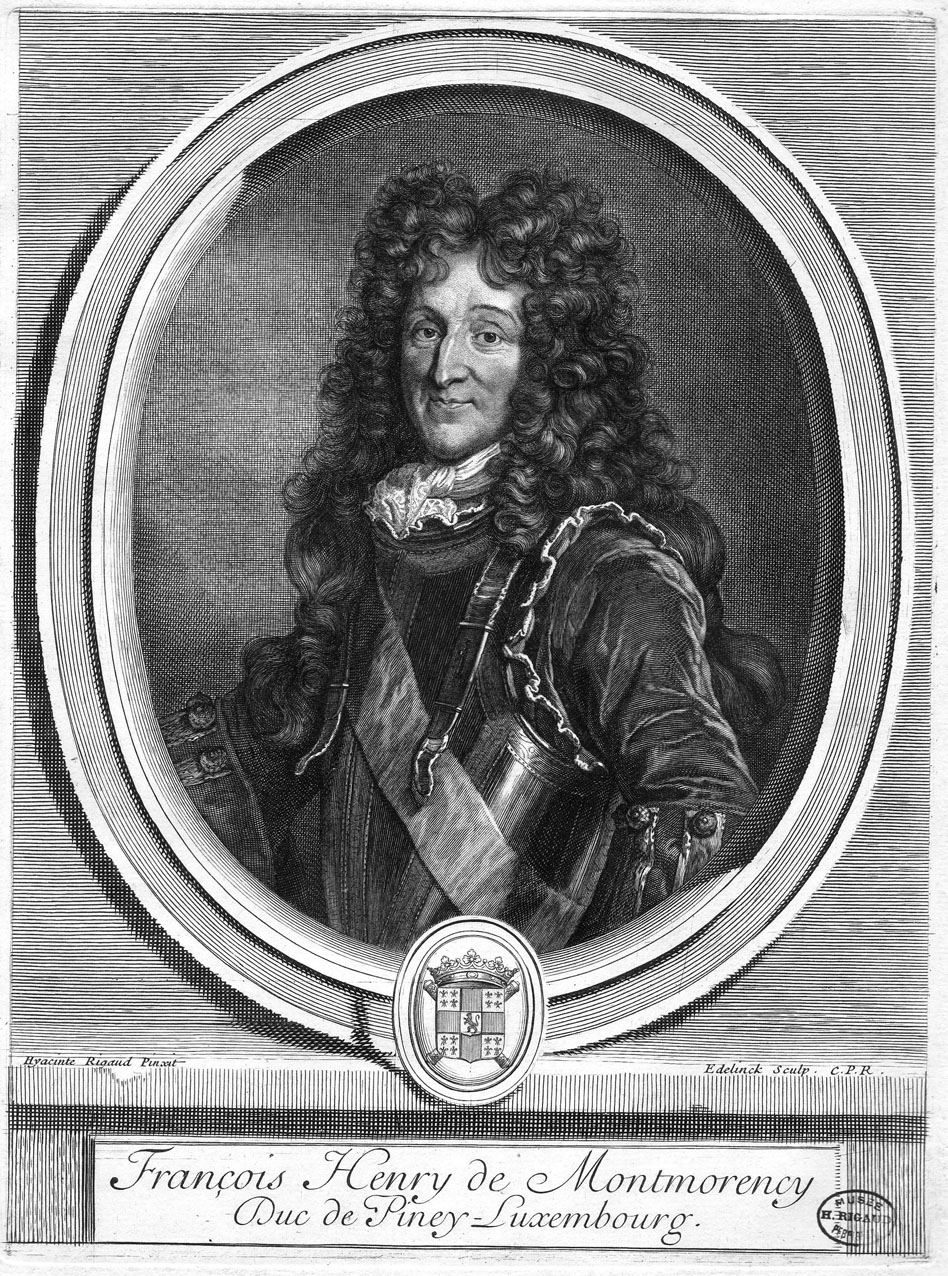
François-Henri de Montmorency Bouteville, maréchal de France, gravure d'après Rigaud.

- François-Louis de Polastron, évêque de Lectoure[43]
- Pierre de Turgis, seigneur de Chaises, fermier général[43]
- Monsieur Lemarchand, de Rouen[43]
- Louis-François-Henri Colbert de Croissy, chevalier puis comte de Torcy[43]
- Frederick IV, futur roi de Danemark[43]
- Monsieur Gredin[43]
- Milord Montcassel[43]
- Madame Sandrier[43]
- Pierre Clément d’Affincourt, ingénieur du roi[43]
- Madame Lefebvre[43]
- François-Henri de Montmorency-Bouteville, maréchal de France[43]
- Pierre-Antoine Clément de Castagnère, marquis de Châteauneuf-en-Savoie[44]
- Madame la marquise de Châteauneuf-en-Savoie[44]
- Paul de Beauvilliers, duc de Saint-Aignan[44]
- Anne-Jules de Noailles, maréchal de France[44]
- Double portrait de Louis-Armand de Polignac, marquis de Chalançon et de son fils Scipion-Sidoine-Apollinaire[44]
- Hans Johann-Balthazar Keller vom Steinbock, fondeur[44]
- Louis-Urbain Lefevre de Caumartin de Saint-Ange[45],[44],[N 9].
- Mademoiselle de Villeroy[44]
- Monsieur Pernet[44]
- Monsieur Germain Lamy[44]
- Pierre-Gilbert de Louan de Persat[44],[N 10].
- Madame Germain[44]
- Louis Bauyn, chevalier, seigneur de Cormery, « l'un des fermiers généraux de Sa Majesté »[44],[46]
- Marie de Bourdaloue, dame de Mareuil, épouse du précédent[44]
- Madame la comtesse de Clermont[47]
- Monsieur Vincent[47]
- Bernard de La Loëre de Montsivry, receveur des finances à Soissons[47],[N 11].
- Alexandre Lhuillier, sieur des Cartes, fermier général[47]
- Monsieur de Saint-Sauveur[47]
- Hilaire Rouillé du Coudray, conseiller au Grand Conseil[N 12],[47].
- Antoine Giraud, premier secrétaire du roi pour la Grande Chancellerie[47]
- Marguerite du Puy, épouse du précédent[47]
- François Lunel des Essarts, conseiller au parlement de Paris[47]
- Marie-Françoise Hindret de Frenneval, née de Brennes[47],[N 13].
- Madame Frémond[47],[N 14].
- Christian Gyldenløve, comte Gyldenløve-Danneskjold, commandant du Royal Danois[47]
- Marie Mallet, épouse de Gédéon Berbier du Mets[47]
- Guillaume Egon, comte de Fürstenberg, cardinal[48]

#### 1694
- Monsieur de Chalvet[49]

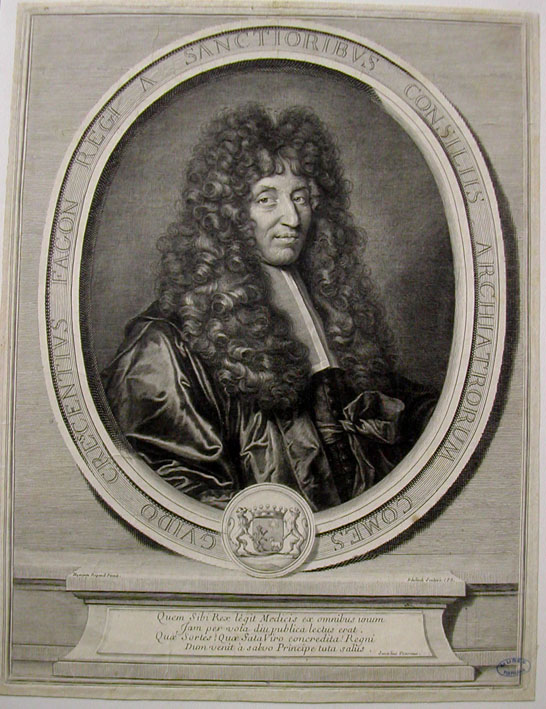
Guy-Crescent Fagon, gravure d'après Rigaud.

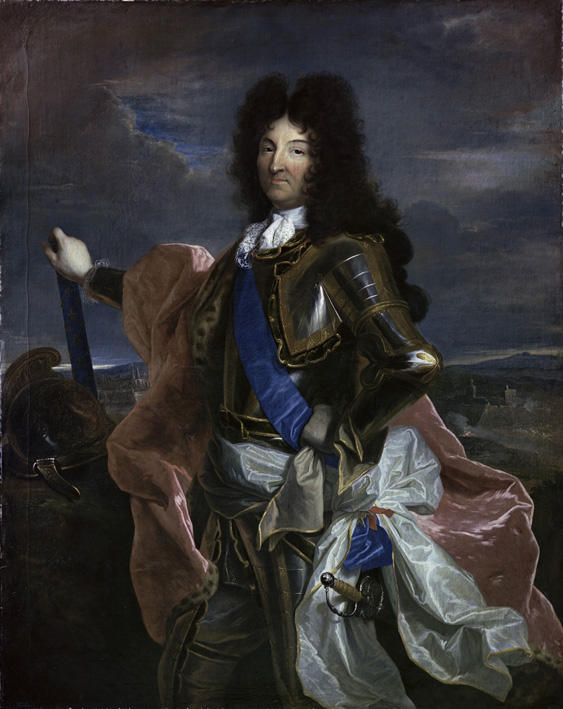
Louis XIV (1694), localisation inconnue.

- Henri, duc d’Harcourt-Beuvron, maréchal de France[49]
- Pierre de Turgis[49]
- Monsieur le prince d’Holstein[49]
- Charlotte-Thérèse Phélippeaux de La Vrillière, duchesse de la Feuillade[49]
- Pierre-Vincent Mignon, conseiller à la cour des Aides[49]
- Chrétienne Le Court, baronne de Breteuil[49]
- Jean-Philippe d’Estaing, comte de Saillans[49],[N 15].
- Louis Colbert, comte de Linières[49]
- Marc-René de Voyer de Paulmy d'Argenson (1652-1721), ministre[49]
- Honoré-Charles d’Albert de Luynes, duc de Montfort[50]
- Madame la marquise de Bron[50]
- Emmanuel-Joseph d’Hallencourt, marquis de Dromesnil[50]
- Madame d'Aigremont de Saint-Manvieux[50]
- Hippolyte de Béthune, évêque de Verdun[50]
- François-Armand de Courville, colonel du régiment du Maine[50]
- Jean Neyret, seigneur de Laravoye[50]
- Monsieur d’Ambergure[50]
- Lazare-Louis Thiroux de Lailly, fermier général[50]
- Mademoiselle de La Matte[50]
- Jean-Baptiste des Gallois de La Tour, conseiller au parlement[50]
- Jean-Louis François, duc de Boufflers, maréchal de France[51]
- Alexandre-Antoine de Foudras, chevalier de Châteauthiers[51]
- Monsieur le comte de Thieux[51]
- Jean-Paul Bignon, abbé de Saint-Quentin[51]
- Marie-Charlotte Jullienne (1676-1724) fille de Jean Glucq, dite dame de Villegénis (propriété qui appartiendra à son frère, Claude Glucq)[51]
- Monsieur le marquis de Senneterre[51]
- Jean-Louis Girardin, seigneur de Vauvray et de Dellery[51]
- Jacques Lallemant, abbé commendataire de Saint-Martin de Troyes[51]
- Jean-Baptiste Constantini, acteur de la Comédie-Italienne[51]
- Mademoiselle de La Marguerie[51]
- Jean-Baptiste-Louis Laugeois, seigneur d’Imbercourt, fermier général[51]
- Monsieur de Frenneval[52]
- Guy Crescent Fagon, médecin du roi[52]
- Monsieur le comte de Roussillon[52]
- Madame la comtesse de Roussillon[52]
- Louis XIV, roi de France[52]
- Charles Auguste Goyon de Matignon, maréchal de France[N 16]

#### 1695

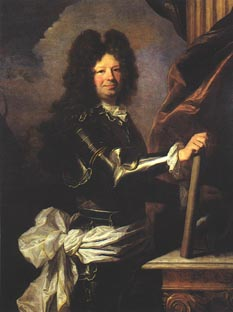
François Agésilas de Grossoles, marquis de Flamarens (1695), localisation inconnue.

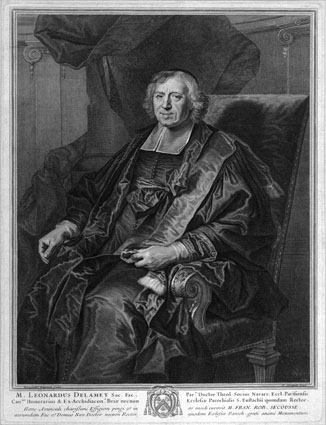
Léonard de Lamet, gravure d'après Rigaud.

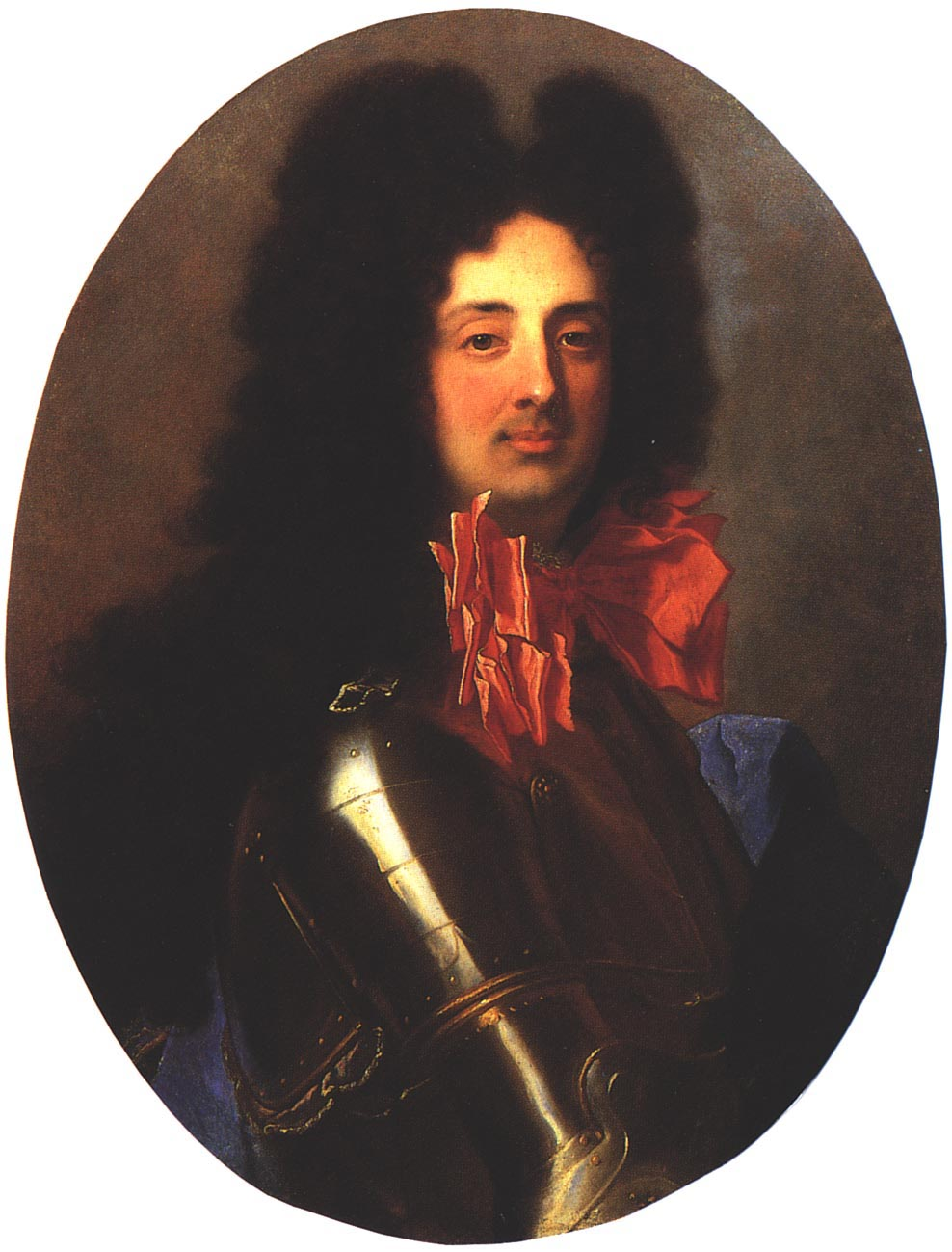
Jean de Souza, 6e comte de Prado (1695), localisation inconnue.

- Christian II, comte palatin de Birkenfeld-Bischweiler[53]
- M.… secrétaire de M. d’Argenson[53]
- Jean-Louis Girardin de Vauvray[53]
- Claude-François Girardin de Léry, maréchal de camp[53]
- Giacomo Lomellini, envoyé de Gènes en France[53],[54].
- Léonard de Lamet, curé de Saint-Eustache[53]
- Alessandro Grimaldi, noble génois[53]
- Pomponne de Refuge, marquis de Refuge[53]
- Claude Grout de Princé[53],[N 17].
- Monsieur le marquis de Gersey[53]
- Mademoiselle de Malteau[53]
- Jean-François Monnin de Cressier, capitaine suisse[53]
- Don João da Souza, comte de Prado[55]
- Nunés Telles da Sylva, comte d’Evora[55]
- Monsieur le prince Gagy[55]
- Monsieur le marquis Serre[55]
- Maria Serra, mère de l'artiste, en deux attitudes différentes, huile sur toile, 83 × 103 cm, Musée du Louvre[56]
- Alexandre de Vauroy[55]
- Monsieur de Sécarès[55]
- Joseph du Breuil, seigneur de Lourdoueix-Saint-Pierre[55]
- Monsieur Lebrun, militaire[55]
- Pierre Surirey de Saint-Remy[55]
- Marguerite Baignard des Brosses, baronne du Goulet[55]
- Madeleine de Thumery de Boissise-le-Roi, comtesse de Brégy[55]
- Antoine-François-Gaspard Legendre de Lormoy, maître des requêtes[55]
- Madame de Loüan[55]
- Catherine-Hélène Dupuis de Moulceau de Grigny[57]
- Roger Robert, conseiller du roi[57]
- Michel Bégon « le jeune », premier commis de marine[57]
- François Bégon, grand-maître des eaux et forêts du Blaisois[57]
- Monsieur Pernet[57]
- Monsieur Charles[57]
- François de La Boulaye, capitaine des gardes du duc de Lorraine[57]
- Charles de Lorraine, prince de Lixheim[57]
- Michel Jean-Baptiste Ollier de Verneuil, archidiacre de Toulouse[57]
- Charles de Salabéry, maître des comptes[57]
- Henri de la Touche, seigneur de Zotten[57]
- Louis de Malet de Crasmesnil, seigneur de Valsemé[57]
- Madame Frémont[58]
- Marie-Charlotte Troisdames, épouse de Charles Lallemant de Levignen[58]
- François-Agésilas de Grossoles, marquis de Flamarens[58]
- Louis-Urbain Lefèvre de Caumartin[58]
- Louis-Armand de Béthune-Charost, duc de Charost[58]
- Armand I de Béthune-Charost, duc de Béthune[58]
- Frédéric-Guillaume de La Tremouille, prince de Talmont[58]
- Jean Donneau de Visé[58]
- Louis-Anne de Clermont de Chaste de Roussillon, évêque de Laon[58]
- François de Barthélémy de Gramont de Lanta, évêque de Saint-Papoul[58]
- Hippolyte-René Jouvenot, seigneur de Mérinville[58]
- Monsieur Pagnon, de Lyon[58]
- Monsieur de Bellay[59]
- Monsieur de Berny[59]
- Triple portrait de Claire-Marie-Madeleine-Géronime Rigaud, sœur de l’artiste, de son époux, le Jean Lafita, bailli royal de Perpignan et leur première fille, Marie[58],[60].
- Monsieur le comte de Juigné[61]
- Monsieur Lanaud[62]

#### 1696

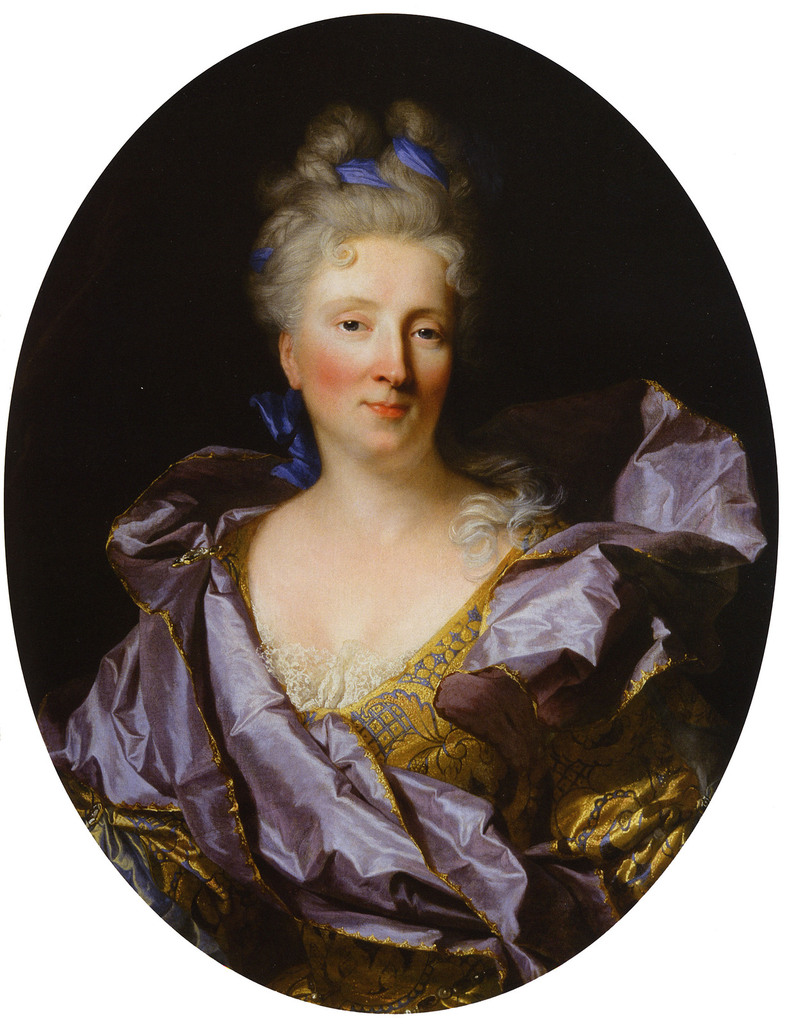
La comtesse de Lignières, château de Parentignat.

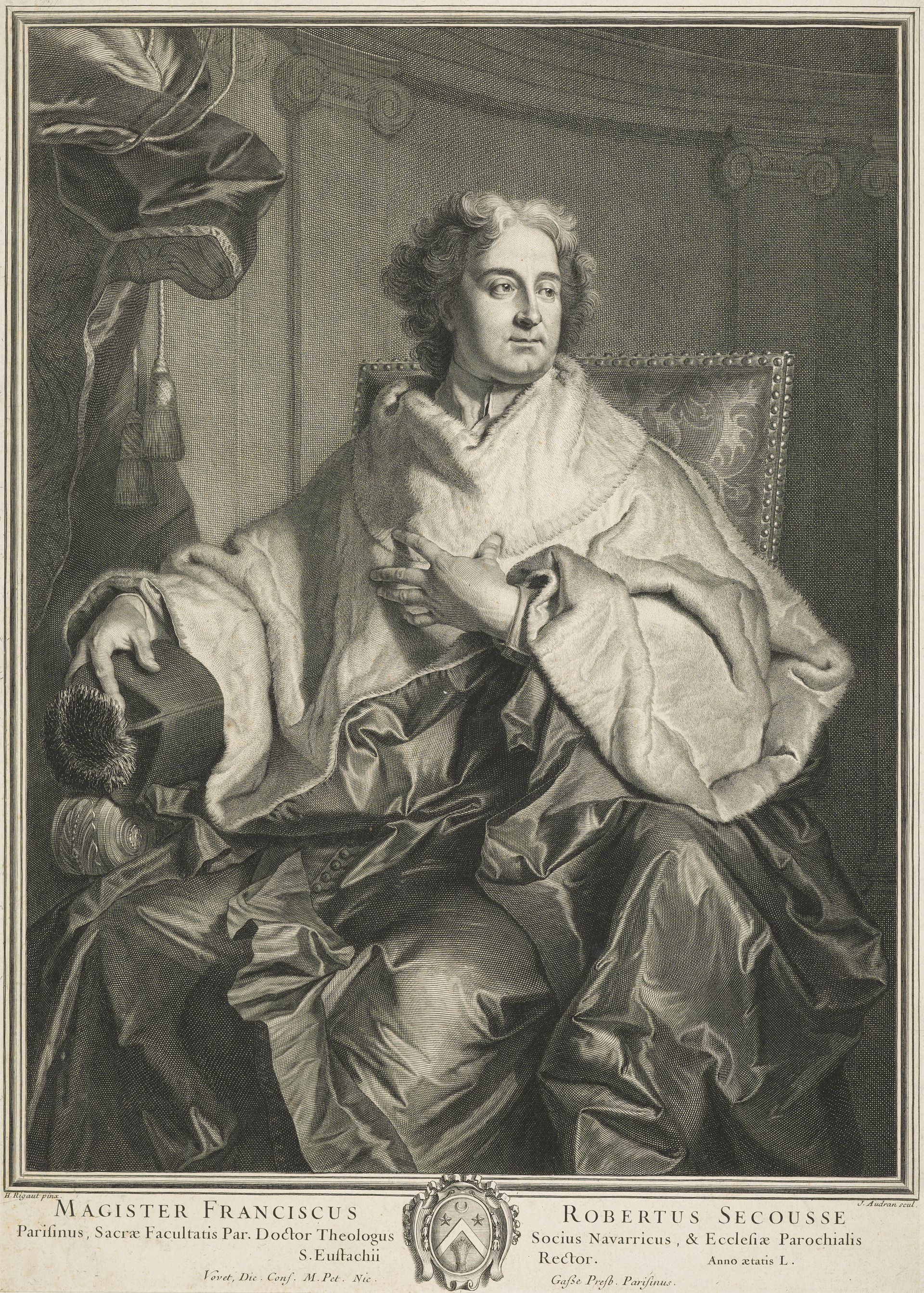
François-Robert Secousse, gravure d'après Rigaud.

- Monsieur le marquis de Chaseron[63],[N 18].
- Josèphe de Calvo, comtesse d'Ille[63]
- Benoît, marquis de Calvo[63]
- Monsieur et madame la comtesse Rousse[63]
- Mademoiselle Gaetane, leur fille[63]
- Nicolas Guyet de Chevigny, prêtre de l’Oratoire[63]
- Anne de Breuil de Lourdoueix, née André[63]
- Marie-Sophie de Rébé[63]
- Renée-Marie d’Andigné, née Suyrot des Champs[63]
- Louis-François d’Aumont, duc d’Humières[63]
- Louise Girardin de Vauvray, née Bellinzany[63]
- Jean-Baptiste Durey de Vieuxcourt, président du Grand Conseil[63],[N 19].
- Léonard de Lamet, curé de Saint-Eustache[64]
- Louise Lamet, épouse de Guillaume Champy[64]
- François-Robert Secousse, vicaire de Saint-Eustache[64]
- Monsieur de La Baune[64]
- Madame de Lisle[64]
- Jacques Nicolas Colbert, archevêque de Rouen[64]
- M. l’ambassadeur de Portugal[64]
- Joachim-Joseph d’Estaing du Saillant du Terrail, évêque de Saint-Flour[64]
- Louis II Le Peletier, président à mortier au parlement de Paris[64]
- Marie-Louise du Bouchet de Sourches, comtesse de Linières[64]
- François-Louis de Clermont-Tonnerre, évêque de Langres[64]
- Honoré Grimaldi, marquis de Cagne[65]
- Ulrik-Christian Gyldenloeve, grand amiral de Suède[65]
- Silvy de Raousset, comte de Boulbon[65]
- Madame Roüillé[65]
- Madame de Revelinghen[65]
- Marie Andry, épouse de Jean Quinérant d’Hervilliers[65],[N 20].
- Madeleine-Angélique de La Brousse de Verteillac[65]
- Oronce Fine de Brianville, abbé de Pontigny[65]

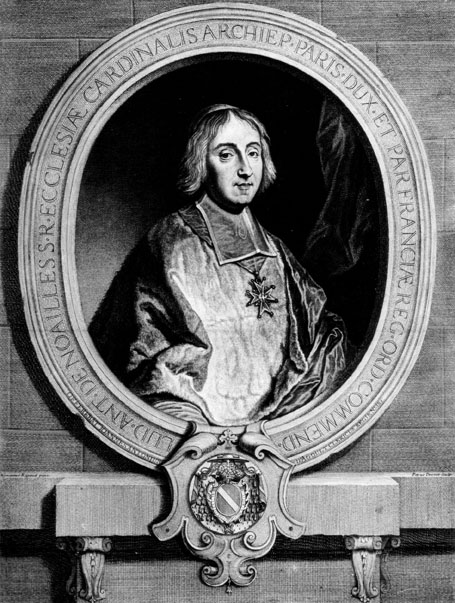
Louis-Antoine de Noailles, gravure d'après Rigaud.

- Monsieur de La Brosse[66]

#### 1697

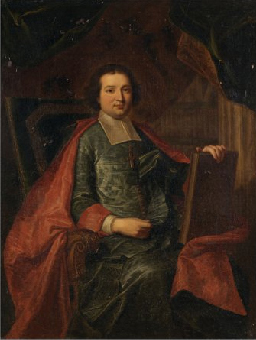
Charles-Joachim Colbert de Croissy (1697), localisation inconnue.

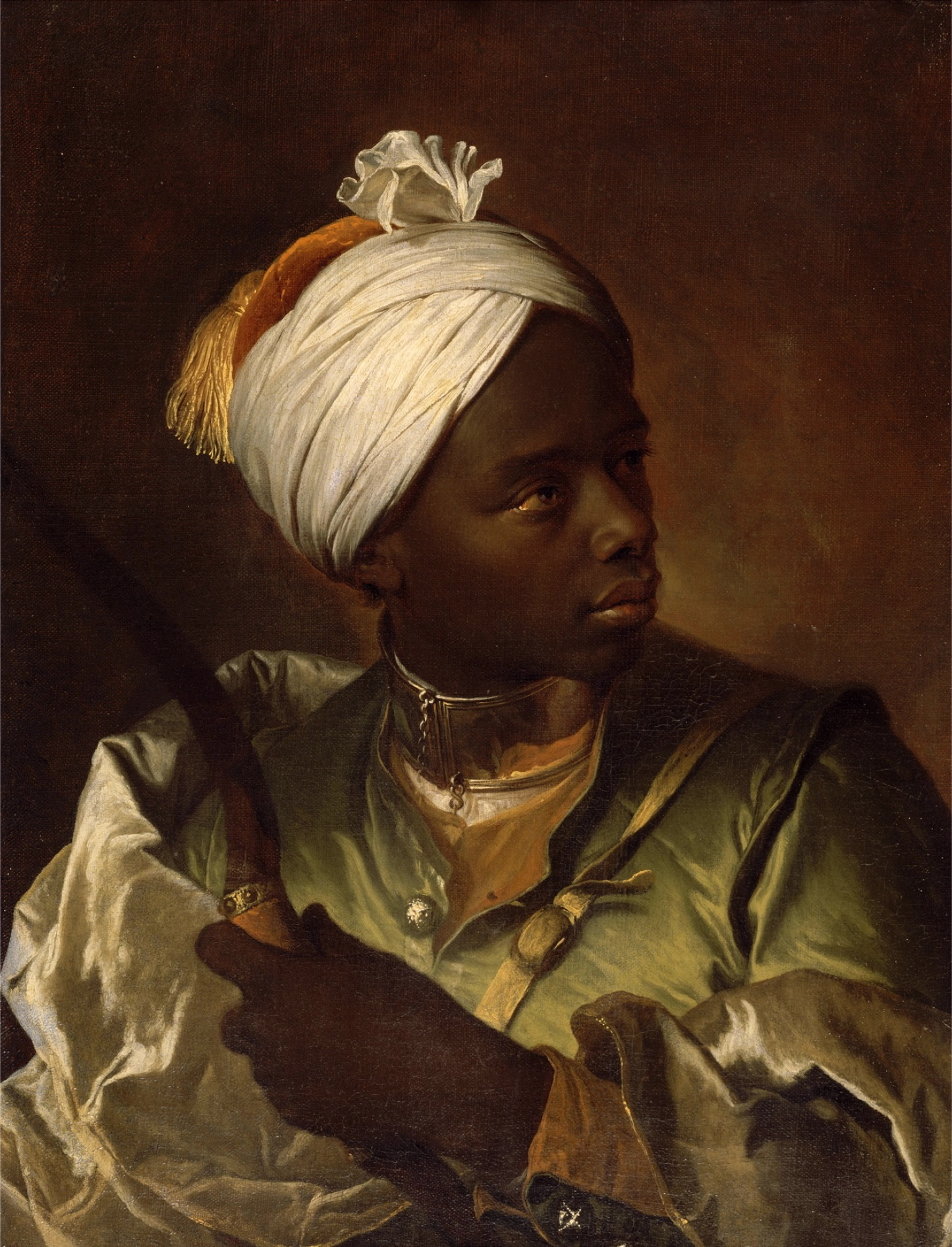
Jeune nègre tenant un arc, esclave noir du prince François-Louis de Bourbon-Conti.

- François-Louis de Bourbon, prince de Conti[67]
- Louis Antoine de Noailles, cardinal[67]
- Charles III de Rohan, prince de Guéméné[67]
- Ottavio Francesco Solaro, Comte de Gouvon, ambassadeur de Savoie[67]
- Monsieur Doublet[67]
- Philippe Le Valois, marquis de la Villette de Mursay, chef d’escadre[67]
- Armand Jean Le Bouthillier de Rancé, abbé de La Trappe[67]
- Louis-Philippe Donneau de Visé, abbé de Lesterp[68]
- Monsieur le comte de Colomieux[68]
- Catherine Bargevin, femme de Jean Lamy, receveur du domaine à Dijon[68]
- Gabriel-François-Joseph de Poulpry, cronette des chevau-légers de la garde du Roi[68]
- Monsieur Marchand[68]
- Charles-Joachim Colbert de Croissy, évêque de Montpellier[68]
- Louis-François-Henri Colbert, chevalier de Croissy[68]
- Marguerite-Françoise Béraud, épouse de Charles Colbert de Croissy[68]
- Monsieur le comte de Morestein[68]
- René-François de Coskaër, marquis de la Vieuville[68]
- Marie-Élisabeth de Tourmont épouse de Charles Marcadé, maître des comptes à Paris[68]
- Monsieur le chevalier de Bouzols[68]
- Joseph Jean-Baptiste Fleuriau d’Armenonville, intendant des finances[68]
- Laurent d’Houry, imprimeur[69]
- Monsieur et Madame de la Noüe[69],[N 21].
- Monsieur Delisle[69]
- Guillaume Homberg, médecin[69]
- Marie-Thérèse de Lubert épouse en cette année 1697 de Cardin Lebret de Flacourt, maître des requêtes[69]
- Monsieur Castan[69]
- Emery Galleran, conseiller du roi, commissaire au Châtelet de Paris[69]
- Catherine Marie de Sauvion, épouse de Claude-François Paparel, trésorier général de l’ordinaire des guerres et de la gendarmerie[69]
- Étienne de Ponte d’Albaret, intendant de Perpignan[69]
- Gilbert d’Hostun-Gadagne, comte de Verdun[69]
- Monsieur Crevon[69]
- « Le grand Dauphin », fils de Louis XIV[70]
- Pierre-Cardin Lebret et son fils Cardin Lebret[70]
- Monsieur le chevalier de Costiolles[70]
- Iver Rosenkrantz af Rosenholm, ambassadeur de Suède[70]
- Monsieur de Ravelinguam[70]
- Nicolas Crevon, conseiller du roi[70]
- Jacques-Joseph Vipart de Silly, lieutenant général[70]
- Jean-Baptiste Colbert de Torcy, secrétaire d'État[69]
- Jeune Nègre tenant un arc, huile sur toile, 57 × 44 cm, Musée des beaux-arts de Dunkerque[71]

#### 1698

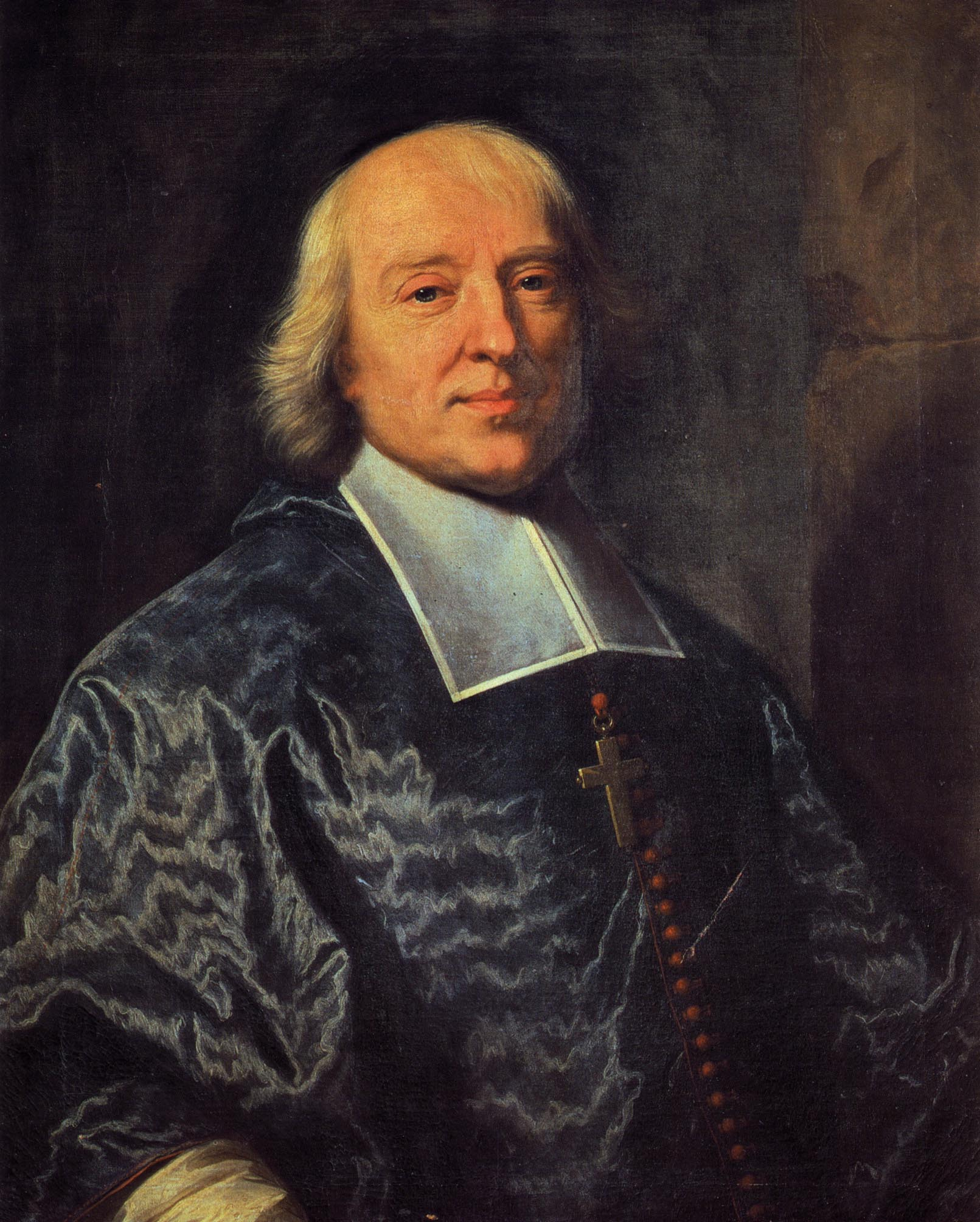
Jacques-Bénigne Bossuet, Florence, Galerie des Offices.

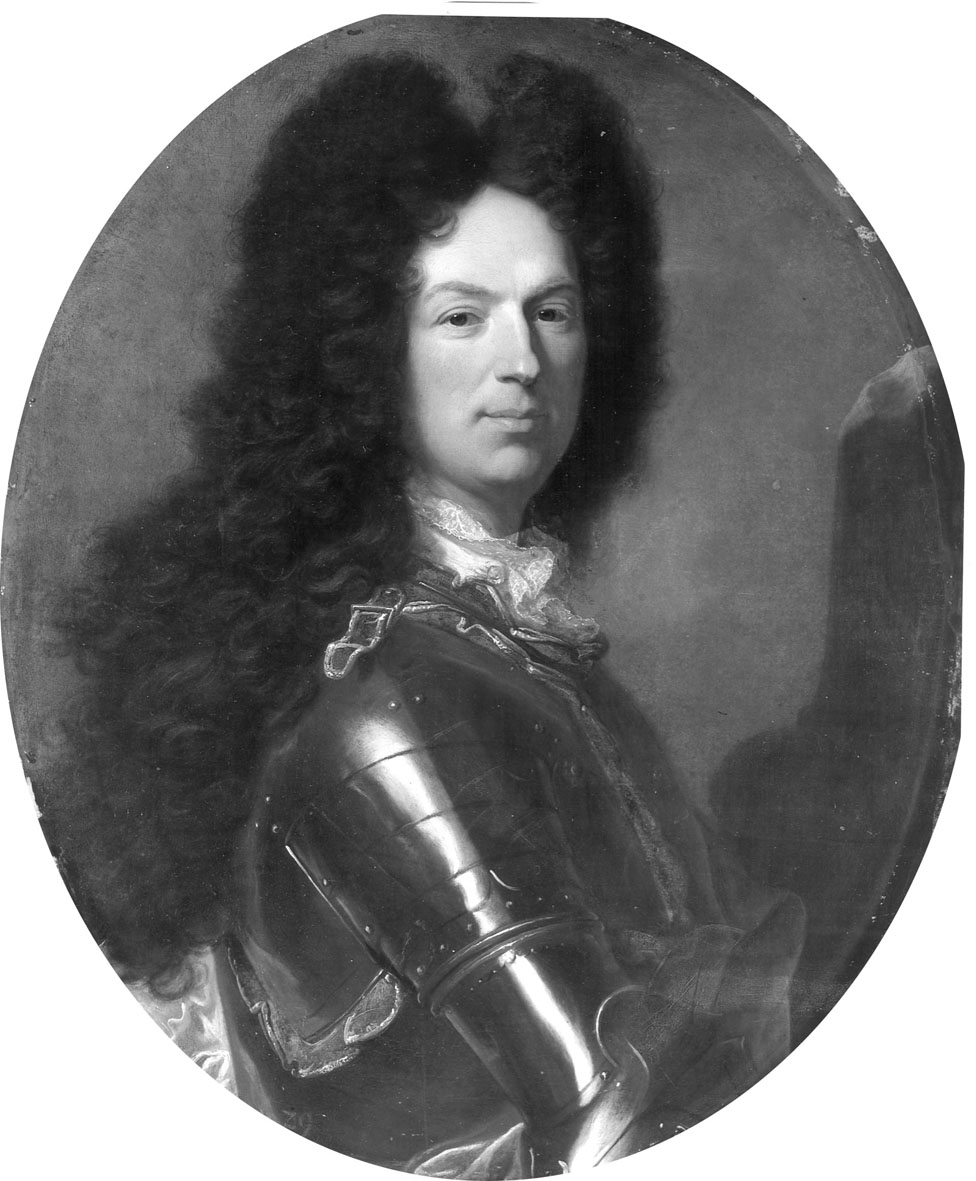
Matthias-Johann von der Schulenburg (1698), Brunswick musée Herzog Anton Ulrich.

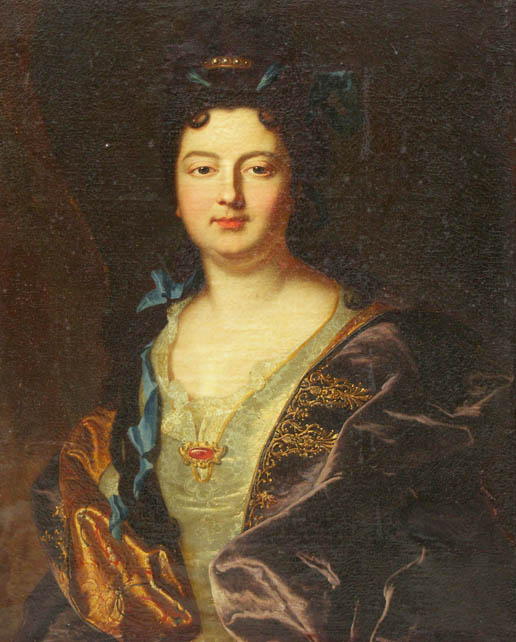
Anne-Catherine de Labriffe (1698), localisation inconnue.

- Pierre II de Sève, baron de Fléchères[72]
- Louis-Joseph, duc de Vendôme[73]
- François de Neufville de Villeroy, maréchal de France[73]
- Louis de Rostaing-Champferrier[73]
- Michel V Bégon, intendant de marine[72]
- Jacques-Bénigne Bossuet, huile sur toile, 72 × 58 cm, Musée des Offices, Florence[74]
- Fabio Brulart de Sillery, évêque de Soissons[72]
- Jacques Henri de Durfort, duc de Duras, maréchal de France[72]
- Matthias-Johann von der Schulenburg[72]
- Hubert-Robert de Tournont, conseiller au parlement de Paris[73]
- Le marquis Giacomo Lomellini[73]
- Gian-Francesco Pallavicini-Grimaldi[73]
- Monsieur Carlière, de Nîmes[73]
- Louise Delamet, femme de Guillaume Champy[73]
- Monsieur Desagay ou Desaguets[73]
- Monsieur Carlière, de Laon[73]
- Louis II de Rostaing-Champferrier[73]
- Nicolas de Tettau, colonel du régiment des gardes[73]
- Gabriel Coustard, contrôleur de la grande chancellerie[75]
- Anne Régnault, épouse du modèle précédent[73]
- Denis-François Bouthilier de Chavigny, évêque de Troyes[73]
- Nicolas Mesnager[73]
- Guillaume Briconnet, président au parlement de Paris[73]
- Charlotte Croisset, épouse du modèle précédent[73]
- Jean Hervé Basan de Flamenville, évêque de Perpignan[75]
- Gédéon Berbier du Mets, président de la Chambre des comptes de Paris[75]
- Hans-Caspar, comte de Bothmar[75]
- Monsieur de Genevy[75]
- Amedeo-Alfonso dal Pozzo, prince della Cisterna[75]
- David Olivier de Sénozan[75]
- Pierre Périchon, échevin de Lyon[75]
- Armand-Jean de Vignerod, duc de Richelieu[75]
- Hans-William Bentinck, comte de Portland[75]
- Henry Bentinck, 1er duc de Portland, fils du précédent[75]
- Matthew Prior, secrétaire d'ambassade[75]
- Madame de Revelingan[76]
- Anne-Catherine de Labriffe, comtesse de Meslay[76],[N 22].
- Erik Axelsson Sparre van Sundby[76]
- Alexandre du Port de Montplaisant, baron de Loriol[76]
- Monsieur Deltichmelle[76]
- Monsieur Pothier[76]
- Louis Nicolas Le Tonnelier de Breteuil, baron de Breteuil[76]
- Gabrielle-Anne de Froulay, baronne de Breteuil[76]
- M. et Mme De Gouy père et mère d’Élisabeth de Gouy depuis Mme Rigaud[76]
- Monsieur Germain[76]
- Milord Hustach[76]
- Esprit Jousseaume, marquis de la Brestesche[76]
- Monsieur Olivier[77]
- Louis Bossuet, maître des requêtes[77]
- Mademoiselle Prudhomme[77]
- Le prince landgrave de Hesse-Cassel[77]
- Le prince landgrave de Hesse-Cassel, le cadet[77]
- Le Baron Deffeld, leur gouverneur[77]
- Monsieur Le Baron[77]
- Ferdinand Bonaventura, comte von Harrach[77]
- Marie-Anne de Masse, épouse de Charles de Thomas, seigneur de Millaud[77]
- Jacques-Charles Cornet, contrôleur de la maison d'Orléans[77],[N 23].
- François-Pierre Gillet, avocat[77]
- Louis Cousin, président de la cour des monnaies de Paris[77]
- Joseph de Provana de Pralong, ambassadeur de Sicile[77]
- Maximilian-Ulrich von Kaunitz[78],[N 24].
- Jean-Bénigne Naturel de Champlieu, capitaine au régiment d’Humières[78]
- Louis Prudhomme, chevalier de Notre-Dame du Mont Carmel[78]
- Ippolito Durazzo[78]
- Madame Moreaux[78]

#### 1699
- Georg-Friedrich von Brandenburg-Ansbach[79]
- Wilhelm-Friedrich von Brandenburg-Ansbach[79]
- Ferdinand, prince de Schwarzenberg[79]
- Madame Beaubourg[79]
- Monsieur Fradet[79]
- René-François Boutin, conseiller au parlement de Paris[79]
- Dominique-Claude Barberie de Saint-Contest, marquis de Saint-Contest et de La Châteigneraie[79]
- Monsieur Pelan, de Londres[79]
- Louis, comte de Guiscard, lieutenant général[79]
- Monsieur de Mouchy[79]
- Charles-Honoré de Barentin, conseiller au parlement de Paris[79]
- Antoine II de Ribeyre, conseiller d’État[80]
- Georget-Louis-Anne III de Pernes, comte d’Épinac[79]
- Francesco Maria Imperiale Lercari, ambassadeur de Gênes[79]
- Jean d’Estrées, abbé d’Evron[80]
- Emmanuel-Henri de Beaumanoir, marquis de Lavardin[80]
- James Craggs « le Vieux », financier[80]
- Sir Edward III Villiers, 1er comte de Jersey[80]
- Robert-Jean-Antoine-François Franquetot, comte de Coigny[80]
- Ignace de Lieutaud[80]
- Jean Testu de Mauroy, abbé de Belleval[80]
- Monsieur Grand[80]
- Josèphe de Gamboa d’Urtubie de Laborde[81],[82].
- Monsieur le marquis de Duras, le père[81]
- Monsieur le marquis de Duras, l’aisné[81]
- Monsieur le marquis de Duras, le cadet[81]
- Joseph de Ximénès, gouverneur de Maubeuge[81]
- Armand-Roland Bignon, intendant des finances[81]
- Pierre de Montesquiou d'Artagnan[81]
- Madame d'Hozier[81]
- Françoise Béraud, épouse de Charles Colbert de Croissy[81]
- Anne Lecourt, épouse de Louis Passerat, avocat du roi en l’élection de Provins[81]
- Michel-François II de Verthamon, président au Grand Conseil[81]
- Jean-Baptiste Colbert de Torcy, secrétaire d’État[81]
- Guido Vaini, prince de Cantalupo[83]
- Louis-Bretagne-Alain de Rohan-Chabot, prince de Léon[83]
- Élisabeth de Goyon de la Moussaye, marquise de Montbourcher[83],[N 25].
- Monsieur Dalibour[83]
- Le Generalfeldzeugmeister von Jordan[83]
- Marie-Élisabeth de Barentin, abbesse de Saint-Amand de Rouen[83]
- Louis Bignon, capitaine aux gardes[83]
- Jean-François de Chamillart, évêque de Dole[83]
- Monsieur Lecomte[83]
- Jacques Le Voyer de Paulmy d’Argenson, abbé de Saint-Pierre de Preuilly[83]
- Monsieur Masson[83]
- Madame de Chérigny[83]
- Jean-Denis de Polastron, lieutenant général[83]
- Pierre-Armand du Cambout de Coislin, cardinal[84]
- Monsieur le comte de Molan, envoyé de l’empereur[84]
- Double portrait de Marie-Madeleine-Thérèse de Coycault de Chérigny[85] et de Joseph Jean-Baptiste François Coycault de Chérigny[86],[84]
- Triple portrait de Jean Le Juge, de sa femme Élisabeth de Gouy et de leur fille Marguerite-Charlotte[87]
- François-Louis du Bouchet de Sourches, grand prévôt de France[88]
- Masque d'homme ou tête d'expression, huile sur toile, 40 x 31 cm, Gray (Haute-Saône), musée Baron-Martin

### Années 1700

#### 1700
- Jean-Baptiste Phélypeaux, seigneur d'Arzilles, conseiller d'État[89]
- Nicolas Tissot, marchand de Lyon[89]
- Monsieur de Metz[89]
- Charles-François de La Baume Le Blanc, duc de La Vallière[89]
- Louis Verjus de Crécy, ambassadeur[89]
- Charles II Boucher d’Orsay, prévôt des marchands[89]
- Jeanne-Françoise Errard, épouse du précédent[89]
- Johann-Wilhelm von Sachsen Gotha Altenburg, duc de Saxe-Gotha[89]
- François de Callières, diplomate[89]
- Antoine-Charles-Louis de Valois, chevalier d’Angoulème[90]
- Monsieur le comte de Montaigu[90]
- Charles Le Breton de la Bonnelière, conseiller du roi[90]
- Arnaud II de Labriffe, procureur général au parlement de Paris[90]
- Louis de Saint-Marc, secrétaire du roi[90]
- Pierre de Saint-Marc, secrétaire du roi[90]
- Marthe Lefèvre, épouse de Thomas Bouvet de Louvigny[90]
- Monsieur de Combebesuze[90]
- Claude Forcadel, seigneur de Montisambert[90]
- René III, de Froulay, comte de Tessé[90]
- Jean-Antoine II de Mesmes, comte d’Avaux[90]
- Monsieur de Pouyan[90]
- Monsieur Marcès[90]
- M. l’abbé Pougnan[90]
- Dodon Heinrich, baron de Knyphausen[90]
- Henri-Charles Arnault de Pomponne, abbé de Saint-Maixent[90]
- Christophe Lalive, seigneur de Bellegarde[90]
- Monsieur et Madame Renard[91]
- Monsieur le président Beaudouin[91]
- André-Nicolas de Puisaye, marquis de Mesnières[91]
- Monsieur Sastre, de Montpellier[91]
- Monsieur de Jassac[91]
- Monsieur Moreau[91]
- Philippe de Courcillon de Dangeau, marquis de Dangeau[91]
- Gérard Edelinck, graveur[91]

#### 1701
- Philippe V d'Espagne, roi d'Espagne[92]
- Louis XIV, roi de France[93], huile sur toile, 277 × 194 cm, Musée du Louvre[94]
- Édouard Colbert, marquis de Villacerf[95]
- Jean-Baptiste-Michel Colbert de Villacerf, archevêque de Toulouse[95]
- Monsieur le comte de Vérieux[95]
- Regina-Katerina-Isabela-Rosalia zu Valdštejna, comtesse de Sinzendorf[95]
- Jean de la Garde d’Agoult, marquis de Vins[95]
- Jean II de Castille, marquis de Chenoise[95]
- Gilbert-François Rivoire, marquis du Palais[95]
- Monsieur de Jouvignac[95]
- Catherine-Marie Le Gendre de Villedieu, épouse de Claude Pécoil[95]
- Madame de La Jonchère[95],[N 26].
- Marie-Claire-Isabelle des Fontaines[96]
- Erik Axelsson von Sparre, baron de Sparre[96]
- Étienne Ferrand, seigneur de Saint-Dizant[96]
- Anne de Besset de Saint-Dizant, épouse du précédent[96]
- Monsieur de La Valette[96]
- Monsieur Langlois[96]
- Melchior de Forbin de La Roque d’Anthéron, président à mortier[96]
- L'abbé François Ledieu, secrétaire de Bossuet[96]
- Monsieur le marquis D'Avéjan[96]
- Édouard Valot, évêque de Nevers[96]
- Louis-Nicolas Le Tonnellier, baron de Breteuil[96]
- Claude Gros de Boze, trésorier de la généralité de Lyon[96]
- Madame la comtesse de Montaigu[96]
- Monsieur de Beaubrian[97]
- Monsieur le marquis de la Chasse[97]
- Nicolas III Le Camus, seigneur de la Grange[97]
- Joseph de Montaigu, chevalier de Bouzols, sous-Lieutenant dans la Compagnie de Berniere[97]
- Monsieur de Beaubour[97]
- Jacques de Vanolles, conseiller du roi[97]

#### 1702
- Maximilien-Constantin d’Anzeray de Courvaudon, président à mortier au parlement de Rouen[98]
- Monsieur le comte de Vreide, de Suède[98]
- Monsieur Adam[98]
- Jean-Antoine II de Mesmes, comte d’Avaux[98]
- Monsieur Débert, maître des comptes[98]
- Anton Ulrich, duc de Brünswick-Lunenburg[N 27],[99],[98].
- Ferdinand Albert III, duc de Brunswick-Bevern[100]
- Frédérik Walter, capitaine danois[101],[98].
- Victor-Marie d’Estrées, maréchal de France[98]
- Monsieur le marquis de Caudemont[98]
- Jean-Baptiste du Casse, chef d’escadre[98]
- Armand-Victor Le Bouthillier, comte de Chavigny[102]
- Monsieur de Ressenet[102]
- Claude Feydeau de Marville, officier aux gardes françaises[102]
- Joseph-Ignace-Auguste-Mainfroy-Jérôme de Scaglia, comte de Verrue[102]
- Constance de Jouvenel de Harville des Ursins, marquise de Pomponne[102]
- Isaac Le Maître, fermier général[102]
- Pierre Gillet, procureur au parlement de Paris[102]
- Hélène Charron, épouse de Pierre Moreau de Villiers, secrétaire du roi[102]
- Louis Robert, grand vicaire de Nîmes[102]
- Monsieur Véron[102]
- Marie-Anne Fermé, fille de Jacques Fermé, receveur général du Limousin[102]
- Monsieur Chauvelin[102]
- Léon de Roll, premier président à la chambre du commerce de Bayonne[102]
- Étienne Landais, trésorier de l’artillerie[102]
- René Coustard, marchand drapier à Paris[103]
- Catherine Leroy, épouse du précédent[104]
- Charles-François de la Baume Le Blanc, marquis puis duc de la Vallière[104]
- Bernard Le Bovier de Fontenelle, écrivain[104]
- David-Nicolas de Bertier, évêque de Blois[104]
- Gabriel de Roquette, évêque d’Autun[104]
- André-Pierre Hébert, conseiller au parlement de Paris[104]
- Claudie de Linange, épouse du précédent[103]
- Ottavio Francesco Solaro, comte de Gouvon (second portrait)[103]
- Catherine-Félicité Arnauld de Pomponne, marquise de Torcy[103]
- Monsieur du Tirzénet[104]
- Monsieur Valier[104]
- Jules Hardouin-Mansart, architecte (second portrait)[105]
- Mademoiselle de Castillon[105],[N 28].
- Angélique de Langlée, comtesse de Guiscad[105]
- L’abbé Beignier[106]
- Monsieur de Saint-Gervais[107]
- Alessandro Roncovieri, ambassadeur de Parme[108]
- Philippe de Courcillon de Dangeau, marquis de Dangeau[98]
- Portrait de Jacques Bénigne Bossuet (1627-1704), évêque de Meaux[109], huile sur toile, 240 × 165 cm, Musée du Louvre[110]

#### 1703
- Le duc de Bourgogne, petit-fils de Louis XIV[104]
- Monsieur Périchon, de Lion[110]
- Paolo-Girolamo Pallavicini, envoyé extraordinaire de la république de Gênes à Londres[110]
- Dodon-Henri, baron de Knyphausen, conseiller privé du roi de Prusse (second portrait)[110]
- Jean-François de Virolleau de Marillac, enseigne[110]
- Moïse-Augustin Fontanieu, trésorier général de la marine[110]
- Louis Colbert, comte de Linières (second portrait)[110]
- Madame Dalibour[110]
- Henri-Louis de la Tour d’Auvergne, comte d’Évreux[111]
- Emmanuel-Jean-Joseph d’Hallencourt, marquis de Dromesnil (second portrait)[111]
- Monsieur d'Olivier, de Lion[111]
- Marie-Anne Varice de Valières, épouse de Jean Neyret de La Ravoye[111]
- Jean Hérault, Seigneur de Gourville[111]
- Monsieur Renaudot[111]
- Louis-Pierre Engelbert, comte de la Marck[111]
- Pierre-Gabriel Villebois, capitaine puis président des trésoriers de France à Alençon[111]
- Marie-Hector de Marle de Bragelonne[111]
- Charlotte-Élisabeth de Cochefilet de Vaucellas, princesse de Guéméné[111]
- Éléonor-François de Dio, marquis de Montpeyroux[111]
- Charles Marcadé, maître en la chambre des comptes de Paris[112]
- Jean Girardot de Chancourt, marchand de bois pour l’approvisionnement de Paris[112]
- Philippe Poirier d’Anfreville, archidiacre d’Auch[112]
- Jacques Perrotin de Barmond, contrôleur général de la marine[112]
- Jacques-Ennemond Thibert de Martrais, conseiller d’État[112]
- Emmanuel-Théodose de la Tour, duc d’Albret[112]
- Louis-Maurice Desvieux, avocat du roi au Grand Conseil (troisième portrait)[112]
- Jérôme Mérault, conseiller au Grand Conseil[112]
- André Rollet de Montavert, capitaine major à Bapaume[112]
- Jean II de La Croix, maître des comptes[112]
- Paulin Pondre, receveur général des finances à Lyon[112]
- Augustin-Antoine de Ferriol, receveur général des finances[112],[N 29].
- Melchior de Blair de Fayolles, fermier général[113]
- Madame Robert, la procureuse du Roy[113]
- Monsieur de la Roche, marchand à Blois[113]
- François-Joseph de Gélas de Lébéron[113]
- Angélique de Langlée, comtesse de La Bourlie (second portrait)[113]
- Marie-Françoise de Beauvilliers, marquise de Marillac[113]
- Jean-François de Virolleau, marquis de Marillac[113]
- Nicolas Loubert, trésorier général des finances à Orléans[113]
- Alexandre Milon, maître des requêtes[113]
- Étienne-François Geoffroy, médecin[113]
- Nicolas Desvieux[113]
- Mademoiselle de Mérault[113]
- Marie-Anne Pajot, épouse d'Antoine-François-Gaspard Legendre de Lormoy, maître des requêtes[113]
- Louis-Bénigne de Berthier de Sauvigny, président au parlement de Pau[114]
- Charles-Antoine-Joseph de Croy, quatrième duc d’Havré et de Croy[114],[N 30].
- Jean-Jacques Titon du Plessis, conseiller du Roi[114]
- Jean de Santeul, poète[N 31]
- Monsieur Terner[115]

#### 1704
- Étienne de Lieutaud[N 32]
- Jean-Jacques Fontbon, président à la chambre des comptes de Montpellier[116]
- Louise de La Luzerne, dite « Mademoiselle de Brévan »[116]
- Nicolas Boileau Despréaux, poète[116]
- Anton II Giulio Brignole Sale[116],[N 33].
- Portrait du maréchal de Villars, maréchal de France[116]
- Gaspard Rigaud, frère de l'artiste[N 34]
- Armand-Roland Bignon de Blanzy, conseiller d’État[117],[116].
- Joseph-Marie de Rosily, seigneur de Vieuxbourg[117],[N 35].
- L’abbé Jolly[117],[N 36].
- Pierre-Claude de Montfort de Méry, capitaine des fusiliers[117]
- François Le Chambrier, maire de Neuchâtel[117]
- Charles-Antoine de Lagarde de Chambonas, évêque de Viviers[117]
- Joseph-Hector de Montaut, syndic de la noblesse d’Armagnac[117]
- Claude Deshayes-Gendron, oculiste du roi[117]
- Sébastien Le Prestre de Vauban, maréchal de France[117]
- Monsieur de Laversière, de Rouen[117]
- Pierre-Benoit Morel du Meix, conseiller à la cour des Aydes[118]
- David Olivier de Sénozan, échevin de Lyon[118]
- Françoise Areson, épouse du précédent[118]
- Jean-Joseph de Monthulé, conseiller au parlement de Paris[118]
- Thomas-Charles de Becdelièvre de Quévilly, président à mortier au parlement de Rouen[118]
- Charles-Roger, prince de Courtenay[118]
- Roger Brulart de Sillery, vicomte de Puysieux[118]
- Antoine Coysevox, sculpteur[N 34]
- Monsieur le comte de Guiscard[119]
- Louis du Plessis, brigadier des armées[119]
- Monsieur de Forf[120]
- Madame Coustard, la jeune[120]
- Monsieur de Blairé[120]
- François-Marie-Isaac de Gontaut, marquis d’Hautefort[120]
- Mademoiselle Sonnain[120]
- Madame la marquise d'Anzié[120]
- Monsieur le président de Cardeville[120]

#### 1705
- François Girardon, sculpteur[121]
- Monsieur le maréchal de Vralos[122]
- Le fils du chambélant de Pologne[122]
- Monsieur l’armateur[123]
- Madame de Mérault[123]
- Louis De Tibergaud de la Motte, marquis de Tibergeau[123]
- Gabrielle-Françoise Brulart de Sillery, marquise de Tibergeau[124]
- Charles III Ferdinand de Gonzague, duc de Mantoue et de Montferrat[125]
- Suzanne Henriette de Lorraine, duchesse de Mantoue[126]
- Jacques-Bénigne Bossuet, évêque de Meaux[127],[128]
- La famille Le Juge[N 37]
- Nicolas-Pierre Camus de Pontcarré, premier président du parlement de Rouen[128]
- François de Mailly-Nesle, archevêque d'Arles[128]
- Jean Soanen, évêque de Senez[128]
- Pierre de La Broue, évêque de Mirepoix[128]
- Marie d’Orléans de Longueville, duchesse de Nemours[128]
- Claude-Antoine Le Boullanger, président à mortier au parlement de Paris[128]
- Henri de Chabannes, comte de Rochefort[128]
- Franz Heinrich von Stäffis-Mollondin, gouverneur de Neufchâtel[128]
- Monsieur Roché, de Blois[128]
- Jean Glucq, fondateur de la manufacture royale de teinture et de draps fins sise aux Gobelins[121]
- Madame Jean Glucq, née Marie-Charlotte Jullienne[121]
- David Nicolas Bertier, évêque de Blois[121]
- Louis-Charles Voisin de Saint-Paul, président à mortier au parlement de Rouen[121]
- Nicolas Guigou de Varastre, conseiller au grand conseil[121]
- Monsieur de Torpane[121]
- Nicolas de Gruel de La Frette[121],[N 38].
- Nicolas-Alexandre Hénin, conseiller au parlement de Paris[121]
- Madame Narcisse[121]
- Monsieur Olivier, de Dunkerque[121]
- Jacques de Saint-Gabriel, religieux du couvent des Augustins déchaussés de Notre-Dame-des-Victoires[121]
- Giovanni-Battista Spinola, bailly de Gênes[121]
- Nicolas de Châteauneuf de Rochebonne, lieutenant aux gardes[réf. nécessaire]
- Louis-Joseph de Vatboy du Metz, receveur général des rentes assignées sur les fermes[121]
- Michel II Ancel Desgranges, commandant du régiment Roussillon-cavalerie[121],[N 39].
- François-Louis Rousselet de Châteaurenault, maréchal de France[124],[129].
- Louis-Henri de La Tour d'Auvergne, comte d'Evreux[124]
- François-Laurent de Greder, lieutenant général[124]
- Étienne Baluze, professeur de droit canon au Collège royal[124]
- Conrad de Rosen-Kleinröb, maréchal de France[124]
- Giovanni-Battista Cattaneo Della Volta, marquis de Catano[réf. nécessaire]
- Monsieur de Coppe, de Tours[124]
- Monsieur Lullin, de Genève[124]
- Monsieur de la Houssaye, de Rouen[124]
- Monsieur Bourdin et son ami, pour Monsieur Lomellini de Gênes[124]

#### 1706
- Dominique-Claude Barberie de Saint-Contest, marquis de Saint-Contest et de La Châteigneraie[130],[N 40].
- Philippe-Antoine Gualterio, nonce du pape[131]
- Louise-Catherine de Conflans, dame de Vézilly[132],[N 41].
- Louis Chevalier, seigneur de Montpéroult[133]
- Madame Chevalier (la mère)[132]
- Monsieur de Beauvais, le père[132]
- Mademoiselle Briçonnet[132]
- Monsieur Rocher[134]
- Christina Schrøder de Meyercroon[133],[N 42].
- Monsieur le commissaire Le Salle[135]
- Philippe-Michel de Vérine, seigneur de L’Échelle[136]
- Michel Poncet de La Rivière, évêque d’Angers[136]
- Léonard-Henry Ithier, musicien ordinaire du roi[136],[N 43].
- Madame Cavillier, de Rouen[136]
- Monsieur Doyen, notaire[136]
- Monsieur Lange, notaire[136]
- Madame de Franconville, sa fille[136],[N 44].
- François de Vaucouleurs, seigneur de Lanjamet[131]
- Marie-Anne de Bourbon, princesse de Conti[131]
- Louis-Armand de Bautru, comte de Nogent[131]
- Emmanuel-Jean d’Hallencourt, marquis de Dromesnil[131]
- Joseph Jean-Baptiste Fleuriau d’Armenonville[131]
- Pierre de Vienne, conseiller au parlement de Paris[131]
- Andrei Artamonovich Matveev, ambassadeur de Moscovie en France[131]
- Anastasia Ermilovna, épouse du modèle précédent[131]
- Monsieur de Manse[131]
- Nicolas Bourget, sieur de Chaulieu[131]
- Madame du Bourget, épouse du modèle précédent[131]
- Monsieur Lambert[130]
- Monsieur Labbé[130]
- Monsieur de Raffetange[130]
- Monsieur le marquis de Rozé[130]
- Amy du Buisson, brigadier aux Gardes suisses[130]
- Pierre Chauvin, médecin[130]
- Jean-Baptiste de Perry, lieutenant général[130]
- Christian III de Bavière, comte palatin de Birkenfeld et de Birkenfeld-Bischweiler[130]
- Hardouin de l’Isle, marquis de Marivaux[130]
- Alexandre Milon, maître des requêtes[130]
- François-Gilbert de Saint-Pouange[130]
- Joachim-Jacques Trotin, marquis de la Chétardie[130]
- Marie-Sophie de Rébé[130]
- Jean de Vassinhac d’Imécourt, lieutenant général[137],[N 45].
- Monsieur de Barbaret, major[137]
- Jean de Catelan, évêque de Valence[137]
- Alexandre-Étienne-Raoul-Claude de Labadie d’Aumay[137]
- André-Hercule de Fleury[137],[N 46].
- Antoine 1er Grimaldi, prince de Monaco[137]
- Catherine-Marie Le Gendre de Villedieu et son frère, Thomas Legendre de Colandre[137]

#### 1707
- Emmanuel-Théodose de La Tour d'Auvergne, cardinal de Bouillon[138],[N 47].
- Monsieur Desbordes[139]
- Monsieur Desmarest[140]
- Conrad Reventlow, chancelier du Danemark[141]
- Guillaume Benard de Rézé, conseiller au parlement de Paris[141]
- Gérard Edelinck, graveur[N 48]
- André-Pierre Hébert, maître des requêtes[141]
- Jean-Baptiste Drouard de Bousset, musicien[141]
- Jean-Léonard Secousse, conseiller et secrétaire du prince de Dombes[141]
- Giovanni Lorenzo Verzura, agent d'affaire génois[141]
- Charles-Henri de Lorraine, prince de Vaudémont[141]
- Michel-André Jubert de Bouville, conseiller d'État[141]
- Alain-Emmanuel, marquis de Coëtlogon de Méjusseaume[141]
- Monsieur Dudegnon, d'Auvergne[142]
- Charles II de Houdetot, sieur de Graimbouville[142]
- Marie-Anne Pellot de Trévières, marquise de Becdelièvre[142]
- Camille Le Tellier, abbé de Louvois[142]
- François Hénault, secrétaire du roi en la chancellerie du parlement de Besançon[142]
- Esther de Jassaud, marquise d'Usson de Bonnac[142]
- Pierre II Gruyn d'Evry, garde du trésor royal[142],[N 49].
- Marie-Louise du Bouchet de Sourches, comtesse de Lignières[142]
- Charles-Honoré d’Albert, duc de Chevreuse puis de Luynes[142]
- Armand-Joseph de Saint-Laurent de Bertrandy, lieutenant de cavalerie[142]
- Louis-Camus Destouches-Canon, commissaire provincial d’artillerie[142]
- Emmanuel-Gaspard du Bourg de Bozas[143]
- Barthélémy Rolland de Chambaudoin, contrôleur de l’extraordinaire des guerres[143]
- Catherine-Agnès Langlois, femme de Barthélémy Rolland[143]
- Jean-Paul Bignon, conseiller d'État[143]
- Charles II d’Houel, marquis d’Hourlbourg, capitaine aux gardes[143]
- Jean Le Sens de Folleville, conseiller lai[143]
- Urbain Aubert, président de la chambre des comptes à Rouen[143]
- Marie-Anne Le Tellier, épouse d'Urbain Aubert[143]
- Louis-Auguste d’Albert d’Ailly, vidame d’Amiens puis duc de Chaulnes, maréchal de France [143]
- Louis-Gaston Fleuriau d'Armenonville, évêque d’Orléans[144]
- Christina Beata Lilie, baronne de Sparre[144]

#### 1708
- Mademoiselle Alexandre[145]
- Monsieur de Calvo[146]
- Monsieur Rasle[147]
- Jean-Baptiste Jolly, conseiller secrétaire du roi, trésorier de madame la princesse de Conty[147]
- Gilles Bégault, 3e archidiacre de la cathédrale de Nîmes[147]
- Le prince de Bouïllon[147]
- Jean-Joseph de Serré, conseiller au parlement de Paris[147]
- Philippe-Emmanuel de Crussol, marquis de Saint-Sulpice[148]
- Charles-Auguste d’Allonville, marquis de Louville[148]
- Hyacinthe Sophie Béchameil de Nointel, marquise de Louville[148]
- François II de Gouy d’Arsy, marquis de Cartigny[148]
- Mademoiselle de Cartigny, abbesse de Villechasson-Moret[148]
- Louis du Bouchet de Sourches, comte de Montsoreau, maréchal des camps[148]
- Jeanne-Agnès-Thérèse du Pocholles du Hamel, comtesse de Montsoreau[148]
- Pierre de Saint-Eustache, major au régiment des dragons de Senneterre[148]
- Isaac Courtin, seigneur du Saussoy[148]
- Philippe Mallet, docteur en Sorbonne, aumônier du duc d’Orléans[148]
- Pierre Chauvin, médecin[148]
- Cardin Lebret, alors intendant de Provence[148]
- Marguerite-Charlotte-Geneviève Le Ferron, épouse de Cardin Lebret[148]
- Monsieur de Villerey[148]
- Jean-Baptiste du Plessis de Grenédan, vicomte de Grenédan[148]
- Hilaire Langlois, correcteur des comptes[148]
- Philippe-Marie de Montroux, lieutenant général[148]
- Paolo Girolamo Pallavicini, ambassadeur de Gênes[148]
- Madame de La Houssaye, de Rouen[148]
- Louis-François de Bellanger de Thourotte, seigneur de Blacy, maître de camp de cavalerie[148]
- Madame de Guamel[138]
- N. Grout de Campaneux, gentilhomme ordinaire du roi[138]
- Monsieur de la Sourdière[138]
- Marc-René de Voyer de Paulmy d’Argenson, lieutenant général de police[138]
- François-Louis du Bouchet de Sourches, Grand Prévôt de France[138]
- James Francis Edward Stuart, roi d'Angleterre[138]
- Louis-Alexandre de Bourbon, comte de Toulouse[138]

#### 1709
- Madame François Pidou de Saint-Olon, femme de l'ambassadeur de France au Maroc et à Alger[149]
- Alexandre Tamisier, abbé commendataire de l’abbaye bénédictine Saint-Martin de Huiron[149]
- Monsieur le marquis d'Anzy[150]
- Nicole-Françoise Desmarets, femme de Michel-André Jubert de Bouville[149]
- Pierre-Nicolas de Bérulle, premier président au parlement de Grenoble[151]
- Nicolas-Jacques Boucher, receveur des tailles au Mans[152]
- François Olivier de Sénozan, agent général du clergé de France[152]
- Valentin-Esprit Fléchier, évêque de Nîmes[152]
- Jean Le Franc de Caix de Pompignan, premier président de la cour des aides de Montauban[152]
- François Gueston, prieur de Mornanc[152]
- Élisabeth Morel de la Carbonnière[152]
- Madame du Jarry[152]
- Monsieur de Montier, de Pontoise[152]
- Monsieur Moreau, de Saint-Malo[152]
- Catherine de Marie, marquise de Bully[152]
- Joseph Jean-Baptiste Fleuriau, seigneur d’Arménonville[153]
- Anne d’Anfreville, femme de Claude Le Page[153]
- Mademoiselle de Follin[153]
- Jean Girardot de Chancourt, marchand de bois pour l’approvisionnement de Paris[153]
- Nicolas Magnanis, secrétaire du duc de Vendôme[153]
- Monsieur de comte d'Auroy[153]
- Claude Thiroux de Villersis, contrôleur au Grand Conseil[153]
- Monsieur de Cardos[154]
- Nicolas de Laistre, conseiller au Parlement de Paris[154]
- Marie Jean-Baptiste Colbert, marquis de Seignelay[154]
- François-Alphonse Hénault de Cantobre, fermier général[154]
- Charles-Philippe d’Albert, duc de Chevreuse[154]
- Stefano Pinelli Gentile, comte de Tagliolo, envoyé extraordinaire de Gênes[154]
- La comtesse de Tagliolo, femme du précédent[154]
- Jean III de Gassion, marquis de Gassion[154]
- Henri des Vieux, seigneur de Brion, major au régiment de Navarre[154]
- François-Victor Le Tonnelier de Breteuil, marquis de Fontenay-Trésigny[154]
- Jean-Philibert du Port, trésorier général à Lyon[154]

### Années 1710

#### 1710
- Louis Antoine de Pardaillan de Gondrin, marquis d'Antin[155]
- Louis-Charles des Alris de Rousset, évêque de Béziers[156]
- Armand Gaston Maximilien de Rohan, cardinal[157]
- Étienne Dansse, aumônier du roi, abbé commendataire de Deauville[156]
- Monsieur de Coulondre[156]
- Brita Sofia Horn af Marienborg, comtesse de Bielk[158]
- François-Henri d’Étampes, marquis de Valencey, colonel de dragons[155]
- François de La Porte de Féraucourt, fermier général[159]
- Jacques d’Astorg d’Aubarède, gouverneur de l'île de Ré[155]
- Mademoiselle Esquet[155]
- Monsieur Moreau de Saint-Malo[155]
- Monsieur de La Croix, vendeur de marée[159]
- Monsieur Texier[159]
- Jean-Claude Tourton, banquier[159]
- Monsieur Waubert[160]
- Charles de Jean, grand maître des eaux et forêts[159]
- Marie-Pélagie de Jean, née Hendret, épouse du précédent[159]
- Antoine de Saint-Just de Brillampré, capitaine au régiment d’Artois[159]
- Monsieur l'abbé d’Arles-sur-le-Tech[159]
- Abel de la Bletonnière, conseiller au parlement de Paris[159]
- Madame Moran de La Porte[159]
- Augustin de Maupeou, archevêque d'Auch[160]
- Néri Maria Corsini, envoyé de Florence[159]
- Anne-Jacques de Bullion, marquis de Fervacques[160]
- Marie-Madeleine Hortense Gigault de Bellefonds, marquise de Fervacques[160]
- Monsieur de la Cy, procureur du roi à Mâcon[160]
- Nicolas-Robert Biberon de Cormery, conseiller du roi aux eaux et forêts[160]
- Jeanne Duranti, femme de Denis Marsollier, conseiller au Grand Conseil[160]
- Monsieur le comte de Mailly[160]
- Pierre du Mesnil, seigneur d’Ardoncelle[160]
- Alexis Marion, lieutenant[160]
- Monsieur Lemercier[160]
- Monsieur Beauver, homme d'affaires[160]
- Cardin Lebret, premier président au parlement de Provence[157]
- Louis IV Chauvelin, avocat général au parlement de Paris[157]
- Jean-Baptiste Colbert de Torcy, ambassadeur en Espagne[157]
- Christophe Pajot, grand audiencier[157]
- Pierre Rollée, intendant général des finances à Limoges[157]
- René-Alexis Le Sénéchal de Kercado, comte de Kercado[157]
- Jeanne Magon, comtesse de Kercado, femme du précédent[157]
- Mademoiselle Nicolas[157]
- Balthasar-Henri de Fourcy de Chessy, abbé de Saint-Wandrille[157]
- Léon-Étienne Le Camus, seigneur de la Grange-Bligny, premier président de la Cour des Aydes[157]
- Catherine-Suzanne Aubert, femme de Léon-Étienne Camus de la Grange[157]
- Antoine-François-Gaspard Legendre de Lormoy, intendant de Montauban[157]

#### 1711
- Autoportrait au porte mine
- Adrien Maurice de Noailles, duc de Noailles
- Françoise Charlotte Amable d’Aubigné, duchesse de Noailles
- Monsieur de Roisse
- Antoine Moron, receveur général des finances à Lyon
- Françoise Le Court, épouse du précédent
- Pierre Dulivier, directeur de la Compagnie des Indes-Orientales
- Jean-César Rousseau de la Parisière, évêque de Nîmes
- Monsieur de Nolan (Nollent ?)
- Thomas de Maussion de Candé, receveur général des finances à Alençon
- Catherine-Agnès Langlois, femme de Barthélémy Rolland de Chambeaudouin
- Jacques-Marie-Jérôme Michau de Montaran de Montbrun, conseiller honoraire au parlement de Paris
- Mademoiselle de la Saline
- Marie Bouret, sœur du trésorier
- Pierre-Amable-Damien Hébert de Beauvoir de Boscol, conseiller au parlement de Rouen
- Charles-François d'Hallencourt de Dromesnil, évêque d’Autun
- Hugues-François Henri Joseph de Lézay, marquis de Lusignan
- François du Mesnil, sieur de Maricourt
- Louis-Albert Asselin de Berville, maître des Requêtes
- Marie-Madeleine Coskaer de La Vieuville, comtesse de Parabère
- Pierre Gorge d’Entraigues, conseiller au parlement de Metz
- Julie d’Estampes-Valencay d’Entraigues, femme du précédent
- Charles-Hubert de Mesgrigny, marquis de Mesgrigny, conseiller au parlement de Paris
- Espérance Fontaine, marquise de Mesgrigny, femme du précédent
- Marc-François-Vincent de Beauvau, prince de Craon
- Monsieur Cherrier, de Genève
- Le Baron Schorlemer, allemand
- Nicolas-Auguste de la Baume, marquis de Montrevel
- Le Baron de Vualpot, de Cologne
- Paul-François de Béthune, marquis d’Ancenis

#### 1712
- Cardin Lebret, comte de Selles, premier président au parlement de Provence
- Marguerite-Henriette de Labriffe, comtesse de Selles en Cérès, épouse du précédent
- Marguerite-Henriette de Labriffe, comtesse de Selles en buste, épouse du précédent
- Ignace de Lieutaud, capitaine d’infanterie dans le régiment du prince de Pons
- Nicolas Delaunay, directeur de la Monnaie et des Médailles
- Le Comte de la Rivière
- Monsieur Suiny, de Londres
- Étienne-Vincent Le Mée, conseiller au parlement de Paris
- Madame Le Mée, sa femme
- Marguerite Porcher, femme de Michel Saulnier, avocat au parlement
- Charles-Jérôme de Cisternay du Fay, capitaine des gardes du prince de Conti et chimiste
- Nicolò Durazzo, ministre de la république de Gênes
- Jean Perrin, trésorier général des finances à Aix-en-Provence
- Mademoiselle Briçonnet
- Pierre Poulletier, seigneur de Nainville, intendant des finances à Lyon
- Anne-Louise Lemaire, femme de Nicolas-Jacques Boucher, receveur des tailles au Mans
- Antoine Dezallier, imprimeur à Lyon
- Guillaume II Scott de La Mésangère, président à mortier au parlement de Normandie
- Armand-François de Bretagne, baron d’Avaugour, comte de Vertus
- Emmanuel-Philippe de Coulanges
- Joseph Ignace Jean-Baptiste de Mesgrigny, évêque de grasse
- Jean-François de Biaudos, marquis de Castéja

#### 1713

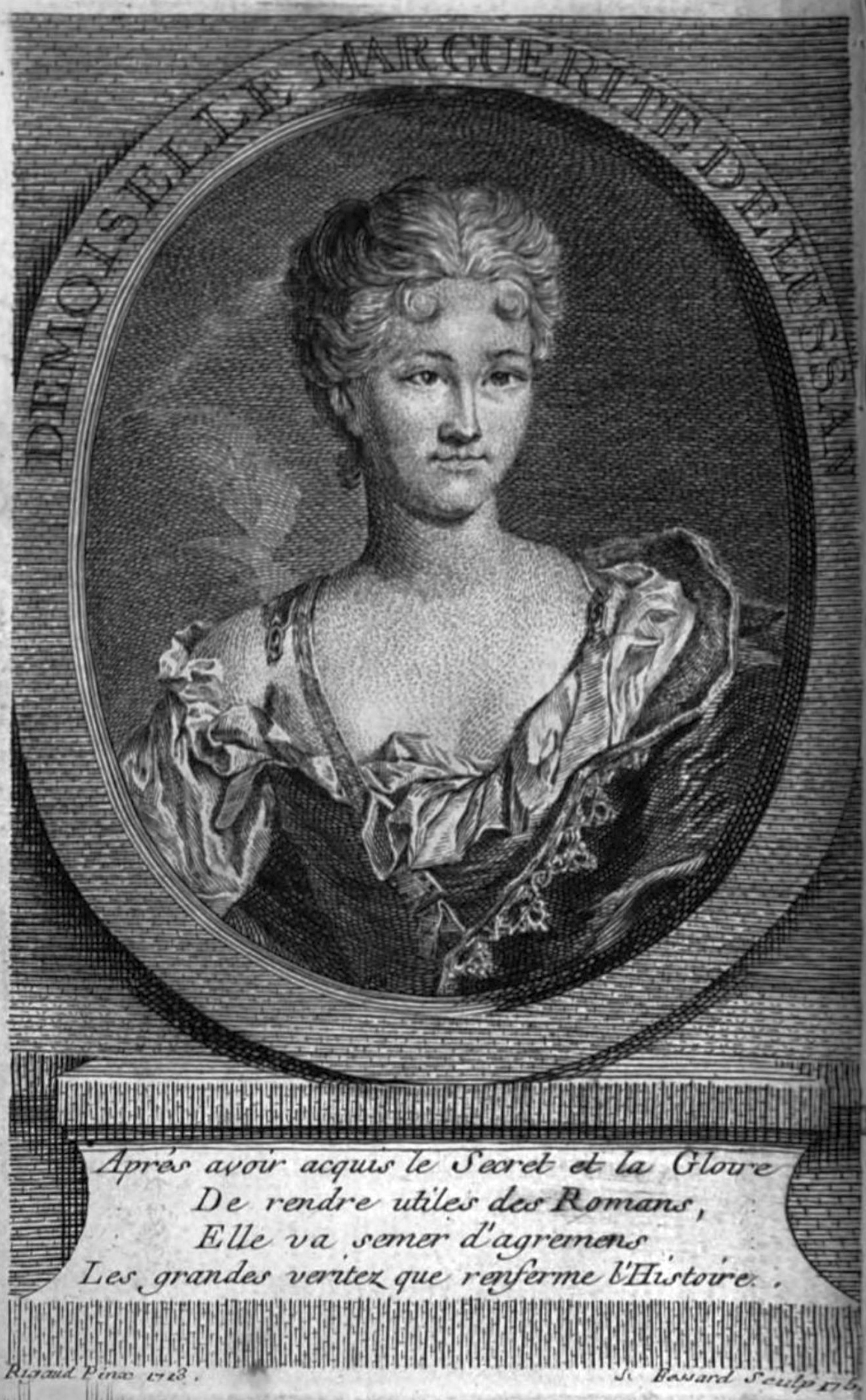
Gravure de Marguerite de Lussan par Étienne Fessard d'après un portrait de 1713 par Hyacinthe Rigaud

- Élisabeth-Charlotte von Wittelsbach-Simmern, duchesse d’Orléans, princesse Palatine du Rhin, belle-sœur de Louis XIV[161]
- Jean-Louis de Roll-Montpellier[162]
- Antoine Bernard Bouhier, président au Parlement de Bourgogne[161]
- Anne Le Maignan, femme de Claude Thiroux de Villercy, receveur général payeur des rentes[162]
- Monsieur de Beaujour[162]
- Maximilien-Henri de Béthune, 5e duc de Sully[161]
- Thomas Le Gendre, seigneur de Collandre et de Gaille-Fontaine[161]
- Charles-François de Vintimille du Luc, ambassadeur de France en Suisse[161]
- Jean Aimar de Nicolaï, premier président de la Chambre des comptes[162]
- Chrétien II de Lamoignon de Basville, premier président au Parlement de Paris[162]
- Michał Oginski, voievoda de Vitebsk[162]
- Ulrik-Frederik Waldemar, comte de Lowendhal[162]
- Monsieur de Rouesse ou de Roise[162]
- Henri Arnaud, conseiller au parlement de Provence[162]
- Élisabeth Périer, sa femme[162]
- Robert de Cotte, architecte du roi[161]
- Charles-Louis-Auguste Fouquet de Belle-Isle[161]
- Jean l’Abbé, ingénieur du roi[161]
- Marguerite de Lussan[163]

#### 1714
- Salomon Chénard de la Faye, lieutenant général au siège présidial de Mâcon[164]
- Louis-Jean-François-Gabriel de Hénin-Liétard, évêque d’Alais[164]
- Joseph de Gillet, marquis de la Caze, premier président au parlement de Bordeaux[164]
- Bonne de Barillon d’Amoncourt, femme d'Arnaud II de Labriffe, conseiller au Grand Conseil[164]
- Élisabeth-Éléonore de la Tour d’Auvergne, abbesse de Thorigny[164]
- Jacques-Corentin de Fleury de Pénanrue, gouverneur de Quimper[164]
- Julie-Christine-Régine Gorge d’Entraigues, marquise d'Ancenis[164]
- Nicolas V Le Camus, premier président à la Cour des Aydes[164]
- Simon-Joseph de Tubeuf, conseiller au parlement de Paris[164]
- Gaspard-Hubert-Magdelon de Vintimille, marquis du Luc[164]
- Monsieur Roque[165]
- François d’Usson, seigneur de Bonrepaus[166]

#### 1715
- Jean-Vincent Languet, comte de Gergy, ambassadeur de France à Venise et plénipotentiaire à Ratisbonne[167]
- Louis XV, roi de France[167]
- René François de Beauvau du Rivau, archevêque de Narbonne[168]
- Charles XII, roi de Suède[168],[N 50].
- Marie-Renée de Montmorency, duchesse de Villeroy[169]
- Melchior de Polignac, cardinal[167]
- Monsieur Voisin, panetier de France[167]
- Monsieur Miret[168]
- Marie de Montesquiou d’Artagnan d'Altermatt[168]
- Dodon-Henri, baron de Knyphausen, ambassadeur de Prusse[168]
- Henri-Pons de Thiard de Bissy, cardinal[168]
- Mademoiselle de Fleury, marquise d'Avaugour, femme d'Armand-François de Bretagne, baron d’Avaugour, comte de Vertus[168]
- Marguerite-Henriette de Saulx-Tavannes de Miribel, marquise du Montal[168]
- Honoré-armand de Villars, marquis de Villas[170],[N 51].
- Jean-Antoine III de Mesmes, premier président au parlement de Paris[170]
- Félix Le Peletier de La Houssaye, conseiller d'État[170]
- Charles-Auguste de Matignon, maréchal de France[170]
- Daniel-François Voysin, chancelier de France[170]
- Simon-Philippe Mazières de Montville, abbé[170]
- Antoine Paris, receveur général des finances[170]
- Michel Bouret, curé de Saint-Paul à Paris[171]
- Karl-Heinrich von Hyom, ambassadeur du roi de Pologne[171]
- Le Baron d'Haguin, conseiller d'État du roi de Pologne[171]
- Auguste III, roi de Pologne[171]
- Daniel de Montesquiou, seigneur de Préchac et Galiax, lieutenant général[171]
- Madame Legendre de Lormoy[171]
- Charles III, prince Guéméné, duc de Montbazon[171]
- François Asselin de Frenelles, chevalier de Malte[171]
- La Marquise de La Mésangère, née Bourret[171]

#### 1716
- Charles-Joseph Morozzo, évêque de Piémont[172]
- Jean-Baptiste Louis Picon, vicomte d'Andrezel[173]
- Guillaume de Lamoignon de Blancmesnil, chancelier de France[173]
- François de Champlais de Courcelles, lieutenant général[173]
- Armand-Léon II Bouthillier de Chavigny, comte de Villesavin[173]
- Denis-François Le Bouthilier de Chavigny, évêque de Troyes[173]
- Mademoiselle de Montequiou[173]
- Claude-Théophile de Bésiade, marquis d'Avaray[173]

#### 1717
- Erik Axelsson Sparre van Sundby[174]

#### 1718
- Monsieur Hesse, de Londres[175]
- Guillaume Castanier, baron de Conffoulens, directeur de la manufacture de draps de Pennautier. Musée des beaux-arts de Carcassonne[172]
- Joachim Guitton, marchand-banquier à Marseille[175]
- Honoré Guitton, marchand à Marseille[175]
- Louis-Robert de Barville, conseiller d’État[175]
- Marguerite-Henriette de Saulx-Tavannes de Miribel, marquise du Montal[175]
- Monsieur Dorcigny[175]

#### 1719
- Antoine Joseph Dezallier d'Argenville, maître des comptes[174]
- Eberhard Ernst von Harling, capitaine des gardes de la princesse Palatine[174]
- Armand-François de Bretagne, baron d’Avaugour, comte de Vertus[176]
- François-Philippe Brévedent de Bariville, conseiller au parlement de Rouen[174]
- Charlotte de Fleury, dite « Charlotte Raisin », épouse de Gérard-Michel de La Jonchère[174]
- Jean III de Berbisey, premier président au parlement de Bourgogne[174]
- Antoine Anselme, prédicateur de Louis XIV[177]

### Années 1720

#### 1720
- Étienne Ozon, secrétaire du duc de Noailles[178]
- Antoine Morel, conseiller au parlement de Metz[178]
- Daniel de Chambrier, brigadier au régiment de Montbrun[178]
- François Joseph Henri de Nettancourt-Vaubécourt d'Haussonville, évêque de Montauban[178]
- Suzanne de Launay, épouse de Jules-Robert de Cotte[178]
- Armand-Pierre de la Croix de Castries, archevêque d’Albi[178]
- Monsieur Dulivier, marchand à Bayonne[178]

#### 1721
- Monsieur de Beaubourg[179]
- Lucas Schaub, de Bâle[180]
- Portrait en buste de M. le chevalier Seaub[180]
- Gérard Michel de La Jonchère, trésorier de l’extraordinaire des guerres[179]
- Alexis César Freslon de La Touche-Tréby d’Assigné, marquis d'Acigné ou « d'Assigny »[179],[N 52].
- Françoise Sophie Gouyon de Touraude-Beaufort, marquise d'Acigné ou « d'Assigny », sa femme[179],[N 53].
- Pierre Billard de Vaux, receveur payeur des gages des officiers de la chancellerie de la Chambre[179]
- René Pucelle, abbé[179]
- Peder Benzon Mylius, juge de la haute cour de Copenhague[179]
- Patrick Lilesh, ambassadeur d'Espagne en France[179]
- Louis XV, roi de France[179],[N 54].

#### 1722
- Marie-Charles-Louis d'Albert de Luynes, duc de Chevreuse[181]
- Guillaume II Eon, conseiller et secrétaire du roi à Saint-Malo[181]
- M. Orval Bodet, de Saint-Malo[181]
- Isaac Thellusson, banquier de Genève[181]
- Vasili Loukitch Dolgorouki, ambassadeur de Pierre Ier de Russie[181]
- Françoise-Thérèse Dezallier d'Argenville, née Hémart[181]
- Marie Thiroux de Lailly, née Brunet[181]
- Paul-Hippolyte de Beauvilliers, duc de Saint-Aignan[181]

#### 1723
- Guillaume Dubois, cardinal et premier ministre[182]
- Joseph Dubois, frère du précédent, maire perpétuel de Brive[182]
- Marie-Anne David de la Plagne, femme du précédent[182]
- François-Elie de Voyer de Paulmy d’Argenson, archevêque de Bordeaux[182]
- Jean-Baptiste de la Valette de Cornusson, comte de Monteil, brigadier des armées et sénéchal de Toulouse[182],[N 55].
- Bartolomeo Massei, nonce du pape[182]
- Jean Chambrier, conseiller d’état de la principauté de Neuchâtel[182]
- Madame Chambrier, mère François de Chambrier[183]
- Jules-Robert de Cotte, architecte et intendant des bâtiments, jardins, arts et manufactures[182]
- Fulcrand-Jean-Joseph-Hyacinthe d’Aigrefeuille, président de la cour des comptes de Montpellier[184]
- Joseph-Hyacinthe Henri Xavier de Belsunce, évêque de Marseille[184]
- Joseph-Marie de Guyardon de Lévignan, conseiller au parlement de Paris[184]
- Charles de Saint-Albin, archevêque de Cambrai[184]
- Charles Gaspard Dodun, marquis d’Herbault[184]
- Conrad Detlef, comte de Dehn[184]
- Antoine Teissier, sieur du Plessis, conseiller du roi[184]
- Marguerite de la Briffe, femme de Louis Bossuet[184]

#### 1724
- Marie-Françoise Lucas de Muyn, femme de François Le Gras, maître des requêtes[185]
- Claude Thiroux de Villersy, conseiller au parlement[185]
- Antoine Paris, garde du trésor royal[185]
- Antoine Paris, autre portrait « en grand »[185]
- Amalie-Ernestine von Platen-Hallermund, comtesse de Platen[185],[N 56]

#### 1725
- Isaac Thellusson, banquier[186],[N 57].
- Charles de Jean, ancien fermier général[186]
- Nicolas Coustou, sculpteur (collaboration avec Jean Le Gros)[N 58]
- Claude Guy Hallé, peintre (collaboration avec Jean Le Gros)[N 59]
- Jacques V Gabriel, contrôleur général des bâtiments du roi[186]
- Louis Phélypeaux, comte de Saint-Florentin[186]

#### 1726
- Samuel Bernard, banquier[187]
- Jean Gaschier de Fontguine, notaire à Paris[187]

#### 1727
- Charles Savalette, seigneur de Magnaville, fermier général[188]
- Michel-Robert Le Pelletier des Forts, contrôleur général[188]
- Andoche Pernot d’Escrots, religieux profès de la maison de Cîteaux[188]

#### 1728
- André Hercule de Fleury, cardinal[189],[N 60].
- Jean Jacques Bouhier, premier évêque de Dijon[189]
- Giulio Visconti Borromeo Arese, 4e comte della Pieve di Brebbia[190],[191].
- François I Castanier d'Auriac, directeur de la Compagnie d'Occident et Indes Occidentales[189]
- François II Castanier d'Auriac, président du parlement de Toulouse[189]
- Marguerite-Catherine Chauvelin, sa femme[189]
- Barbe-Madeleine Maynon, femme de Nicolas Roujault, intendant[189]
- Comte Philipp Ludwig Wenzel Sinzendorf (1671-1742), huile sur toile, 166 × 131 cm, Kunsthistorisches Museum, Vienne[192]

#### 1729
- Louis XV, roi de France[193],[N 61].

### Années 1730

#### 1730
- Louis de Boullongne, peintre[194]

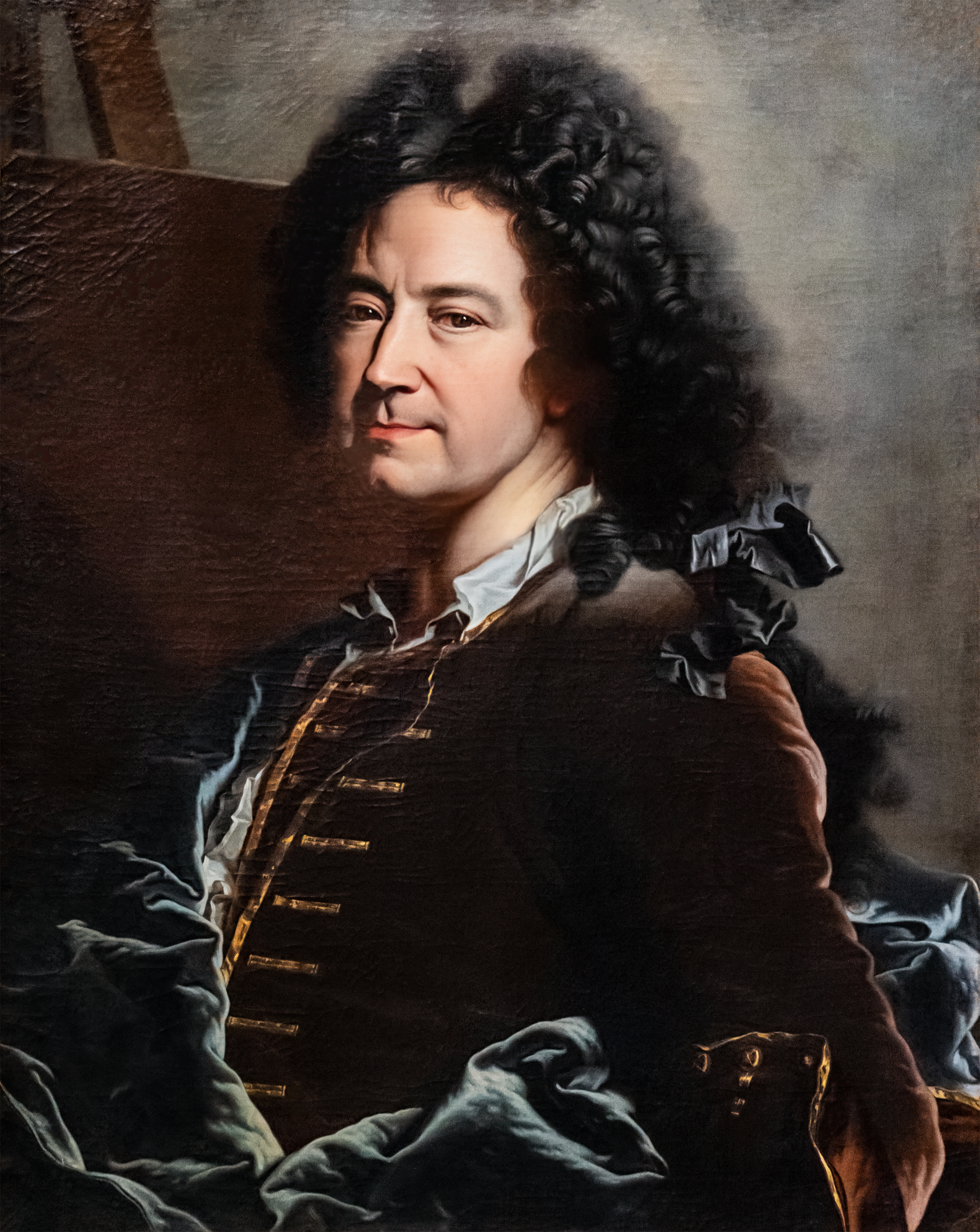
Autoportrait - Musée des Beaux-Arts de Narbonne 1730

- Double portrait de Charles Le Brun et de Pierre Mignard, huile sur toile, 130 × 140 cm, Musée du Louvre[195]
- Autoportrait d'Hyacinthe Rigaud peignant le portrait de François I de Castanier[194]
- Anne-Élisabeth Roujault, femme de Guillaume de Lamoignon de Blancmesnil[194]
- Autoportrait - Musée des Beaux-Arts de Narbonne [196]

#### 1731
- Charles Gaspard Guillaume de Vintimille du Luc, archevêque de Paris[197]
- Charles Savalette, seigneur de Magnanville, fermier général[197]
- Frédéric Ier, landgrave de Hesse-Cassel[197]
- Hardouin de Châlon de Maisonnoble, évêque de Lescar[197]

#### 1732
- Marc-Pierre de Voyer de Paulmy d'Argenson, ministre[198]
- Henri Oswald de La Tour d'Auvergne, cardinal d'Auvergne[198]
- Laurent Mazade, fermier général[198]
- Nicolas Loubert, receveur général des finances à Orléans[198]
- Claude Thiroux de Villercy, conseiller au Grand Conseil[198]
- Louis Denis Lalive de Bellegarde, receveur général[198]
- Marie-Thérèse-Josèphe Prouveur, femme du précédent[198]

#### 1733
- Louis-Philippe des Vieux, fermier général[199]
- Bonne-Madeleine Le Couturier, sa femme[199]
- Eusèbe-Jacques Chaspoux, marquis de Verneuil, introducteur des ambassadeurs[200]
- Marie-Madeleine Mazade, femme de Jean-Antoine-Gaspard Grimod de La Reynière[200]
- René-Mans de Froulay, comte de Tessé[200]
- Christian-Louis de Montmorency, maréchal de France[200]
- Claude de Rouvroy de Saint-Simon, évêque de Metz[N 62]
- André-Guillaume Darlus du Tailly, fermier général[200]
- Jean-François de La Porte de Meslay, fermier général[200]
- François de La Porte du Plessis, fermier général[200]
- Armand-Jules de Rohan, archevêque de Reims[200]

#### 1734
- James Waldegrave, ambassadeur d’Angleterre à Paris[201],[N 63].
- Marie Duportal, femme de Louis-Laurent Anisson, directeur de l’imprimerie royale[201]
- Jean-Antoine Olivier de Sénozan, conseiller au Châtelet puis premier président[201]
- Philibert Orry, contrôleur général des finances[201]
- Jean-Antoine Gaspard Grimod de la Reynière, fermier général[201]

#### 1735
- Louis-Denis La Live de Bellegarde d’Epinay, fermier général[202]
- M. le marquis de Montbrun[202]
- Alexandre Milon de Mesme, évêque de Valence[202]
- Abraham van Hoey, ambassadeur de Hollande en France[202]
- Michel-Celse-Roger de Bussy-Rabutin, évêque de Luçon (Vendée)[202]
- Jeanne-Monique des Vieux, marquise de Saint-Contest[202]
- Jean de Boullongne, premier commis des finances[202]
- Le Président Gaspard de Gueidan, jouant de la musette (premier président à mortier au parlement de Provence), huile sur toile, 146 × 114 cm, Aix-en-Provence, musée Granet[203]

#### 1736
À partir de cette année 1736, le manuscrit du Livre de raison est d'une autre main, de la même qui a fait au manuscrit primitif les additions, corrections et annotations imprimées en italique » nous dit Roman en note.
- Louis-Paul Boucher, marchand de draps et secrétaire du roi[204]
- M. ***, aussi anglais[204]
- M. le chevalier***, anglais[204]
- M. Le Tourneur, anglais[204]
- M. le chevalier Crosse, anglais[204]
- René Robion de Lupin[204]
- Emmanuel-Henri Thimoléon de Cossé-Brissac, évêque de Condom[204]

#### 1737
- Jacques Anisson, grand vicaire de l'archevêque de Lyon[205]
- Jacques Devin, marchand épicier et de drap à Paris[205]
- Antoine Rousseau, chef de la manufacture des draps noirs de Sedan[205]
- Marie-Charlotte Rousseau, sa femme[205]
- François-René Grimaudet de Coëtcanton, seigneur de Grandmaison[205]
- Marie-Catherine-Geneviève Boucher, sa femme[205]

#### 1738
- Paul-François Galluccio, marquis de l’Hôpital[206]
- Étienne-Paul Boucher, secrétaire du roi[206]
- Charles-Claude-Ange Dupleix, seigneur de Bacquencourt, fermier général[206]
- Gaspard de Gueidan, président au parlement de Provence[206]

#### 1739
- Francesco II Brignole Sale, doge de Gênes[207]
- Battina Raggi, marquise de Bignole Sale, sa femme[207]
- Sir Bourchier Wrey
- Jean-Hyacinthe Davasse de Saint-Amaranthe, receveur général des finances[207]
- Marie-Louise-Charlotte Davasse de Saint-Amaranthe, sa femme[207]

### Années 1740

#### 1740
- Hermann-Maurice, comte de Saxe[208]
- Joseph Wenzel, prince de Liechtenstein (deux portraits)[208]

#### 1741
- Jean-Baptiste Silva, médecin[209]
- Le père Eustache, bibliothécaire des Augustins reformée de la place des Victoires[209]
- Catherine-Marie-Augustine de Semonville, née Thiroux de Millery[209]

#### 1742
- Monsieur de Guénégaud des Brosses[210]
- Jean-François de La Borde, fermier général[210]
- Autoportrait d'Hyacinthe Rigaud peignant sa femme, gravé par Daullé en 1742.
- Daniel-François de Gelas de Voisins d’Ambres, lieutenant général[210]

#### 1743
- François Gigot de Lapeyronie, médecin[211]
- Marthe-Marguerite Le Valois de Villette de Mursay, marquise de Caylus[212]
- Vincent-Étienne Roujault, président à mortier au parlement de Paris[211]
- Alexandre Paccard, sous-fermier[211]
- Louis-Lazare Thiroux d'Arconville, conseiller au parlement de Paris[211]
- Jacques-René Devin, marchand drapier à Paris[211]
- Élisabeth de Gouy, épouse d'Hyacinthe Rigaud, achevé en 1743.

## Portraits non datés

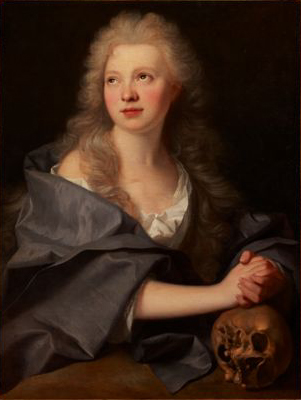
Sainte Madeleine pénitente (vers 1710), localisation inconnue.

- John Law, financier
- Nathaniel Booth, 4e baron Delamer (élève de Rigaud)

## Tableaux d'histoire ou de genre
- Caïn bâtissant la ville d’Énoch (prix de Rome de 1682, localisation inconnue)[N 64]
- Sainte Madeleine pénitente (vers 1710),localisation inconnue[213],[N 65]
- La Présentation au temple (1741-1743), huile sur toile, 83 × 68 cm, Paris, musée du Louvre[214]
- Le Christ en Croix (deux versions), Perpignan, musée Hyacinthe-Rigaud (1695)[65]
- Saint André, Paris, École nationale supérieure des beaux-arts[N 66]
- Saint Pierre, 1704, Perpignan, musée Hyacinthe-Rigaud[N 67]
- Saint Paul (perdu)
- Études de fleurs, 1720, musée des beaux-arts de Dijon[N 68]
- Études de mains et de fleurs, musée des beaux-arts de Rouen[N 69]
- Études de mains, Montpellier, musée Fabre[N 70]
- La Nativité, esquisse, musée des Beaux-arts de Nantes[N 71]
- Le prévôt et les échevins de la ville de Paris délibérant d’une fête en l’honneur du dîner de Louis XIV à l’hôtel de ville après sa guérison en 1689, 1689, Amiens, musée de Picardie.
- Académie d'homme sous la figure de Persée regardant dans le bouclier que lui a remis Minerve, Paris, École nationale supérieure des beaux-arts.
- Deux guerriers s'opposant, Paris, École nationale supérieure des beaux-arts.
- La Menaceuse, Aix-en-Provence, musée Granet[152]